# Seznam stanic metra v Paříži
Seznam stanic metra v Paříži je abecední přehled všech stanic pařížského metra. Obsahuje nejen stanice, které se nacházejí na území města Paříže, ale i za jeho hranicemi na předměstích. Stanice, které byly zrušené a uzavřené nebo jsou pouze plánované či jsou dosud ve výstavbě a nebyly ještě zprovozněny, tento seznam nezahrnuje. Seznam rovněž neobsahuje samostatné stanice linek RER, které mají mnohdy totožné nebo podobné názvy.
Seznam je řazen podle české abecedy, takže stanice začínající písmenem Ch jsou řazeny samostatně. Stanice, které začínají členem určitým La, Le nebo Les jsou řazeny pod písmenem L. Názvy stanic jsou v úplném znění včetně podnázvů psaných kurzívou.
Legenda
- až  – linky pařížského metra
- až  – možnost přestupu na linky RER
- až  – možnost přestupu na tramvajové linky
- – možnost přestupu na linky Transilien
- – možnost přestupu na dálkové spoje SNCF

## A
- Abbesses
- Aéroport d'Orly
- Aimé Césaire
- Alésia
- Alexandre Dumas
- Alma – Marceau
- Anatole France
- Anvers
- Argentine
- Arts et Métiers
- Assemblée nationale

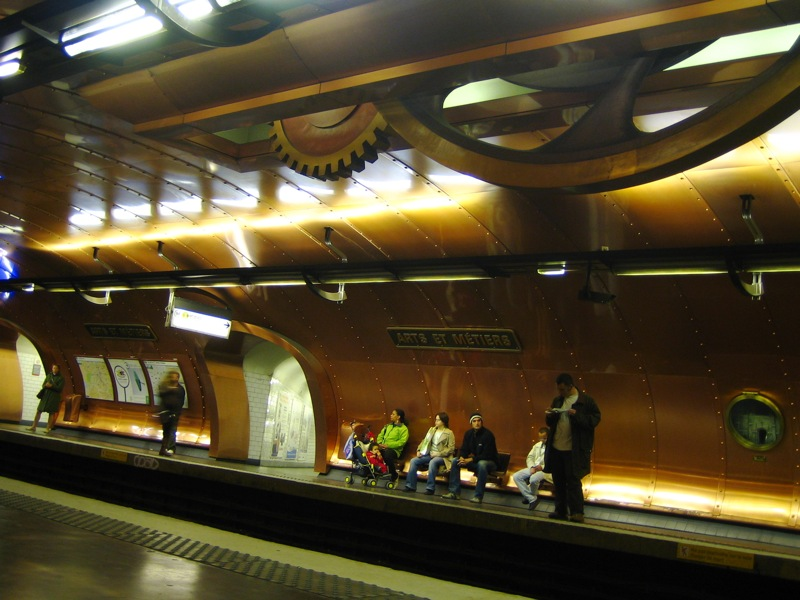
Arts et Métiers – nástupiště linky 11 ve stylu románu Julese Verna

- Aubervilliers – Pantin – Quatre Chemins
- Avenue Émile Zola
- Avron

## B
- Bagneux – Lucie Aubrac
- Balard
- Barbara
- Barbès – Rochechouart

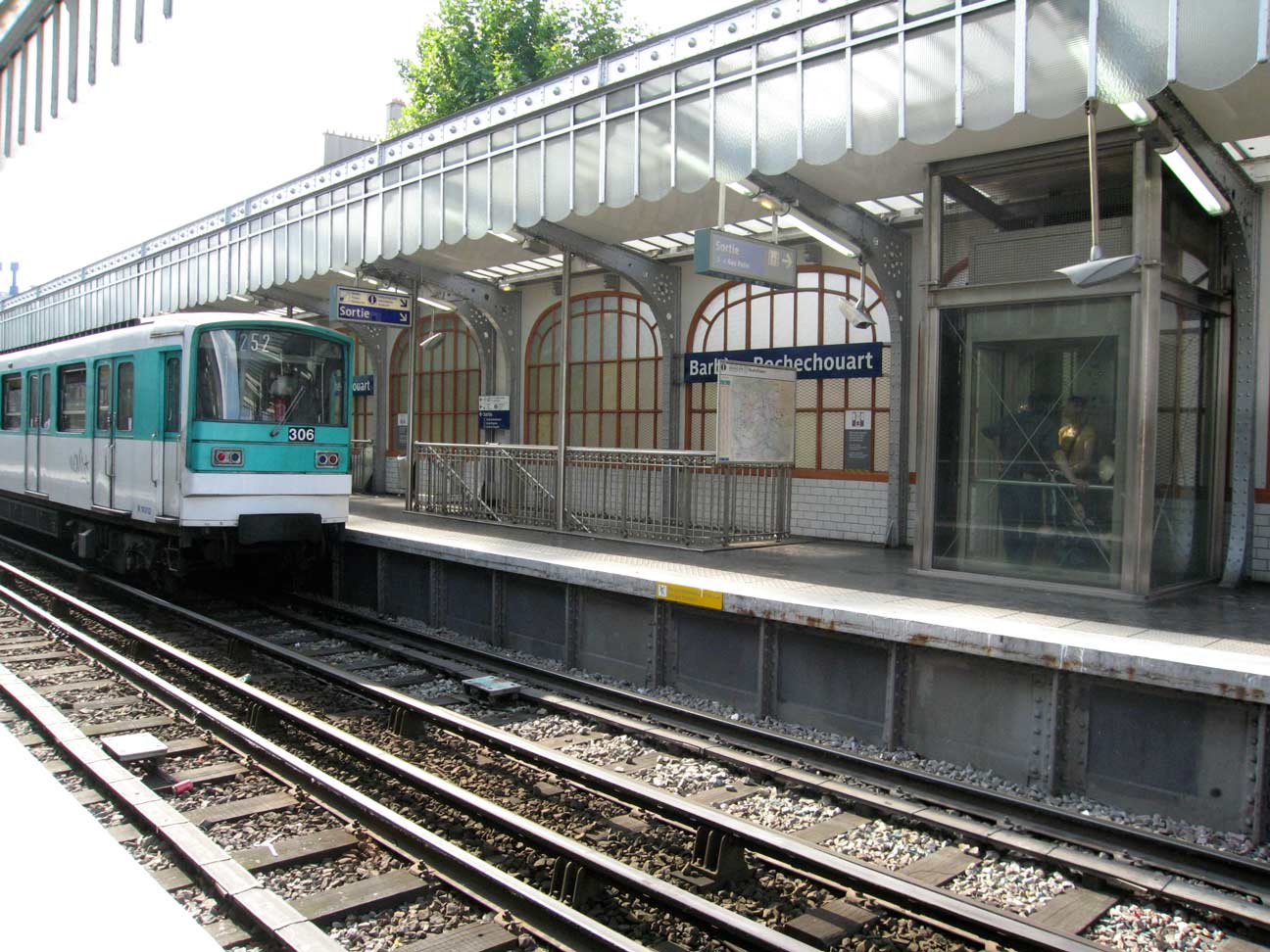
Barbès – Rochechouart: nástupiště linky 2

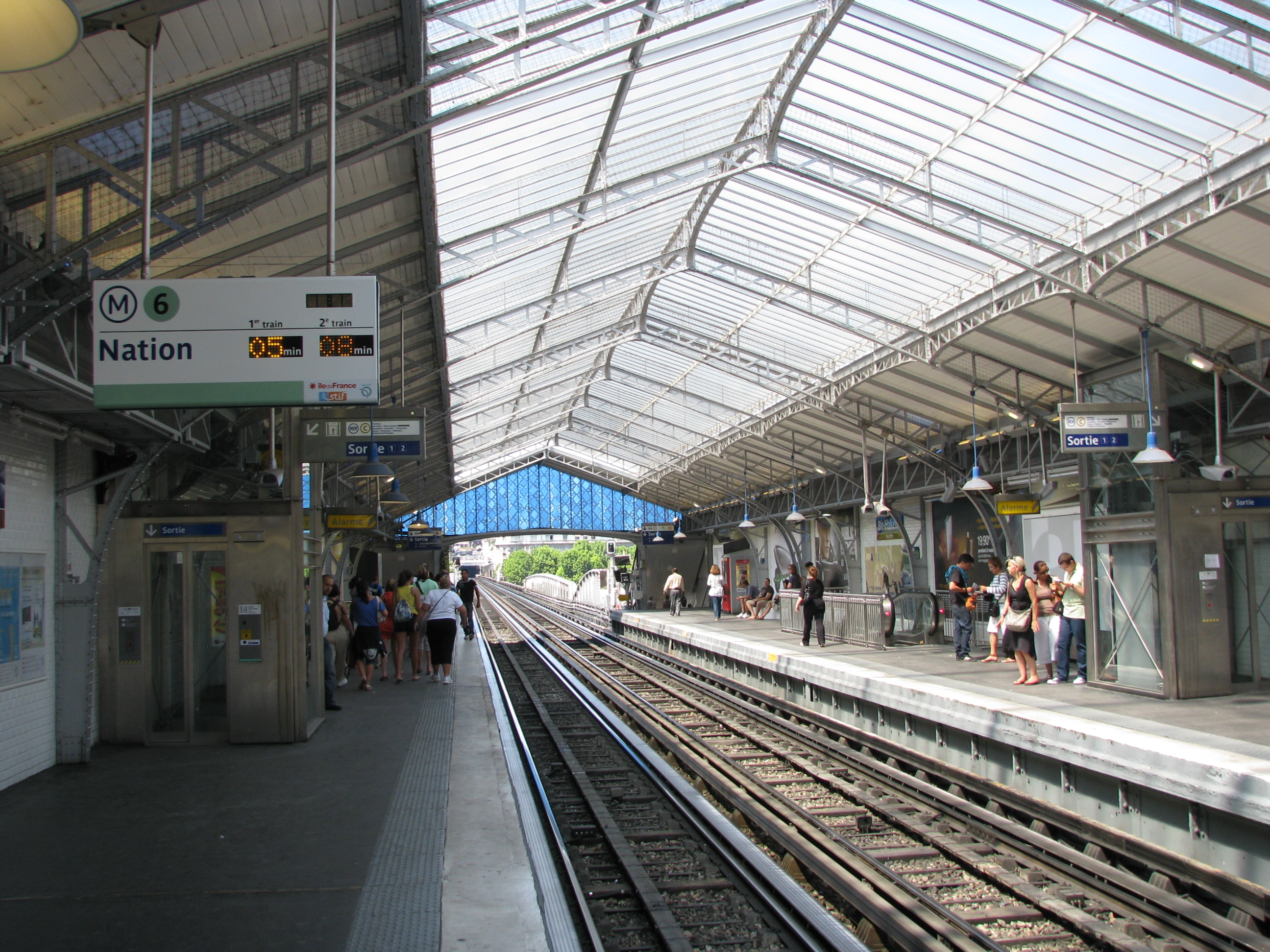
Bir-Hakeim: nástupiště

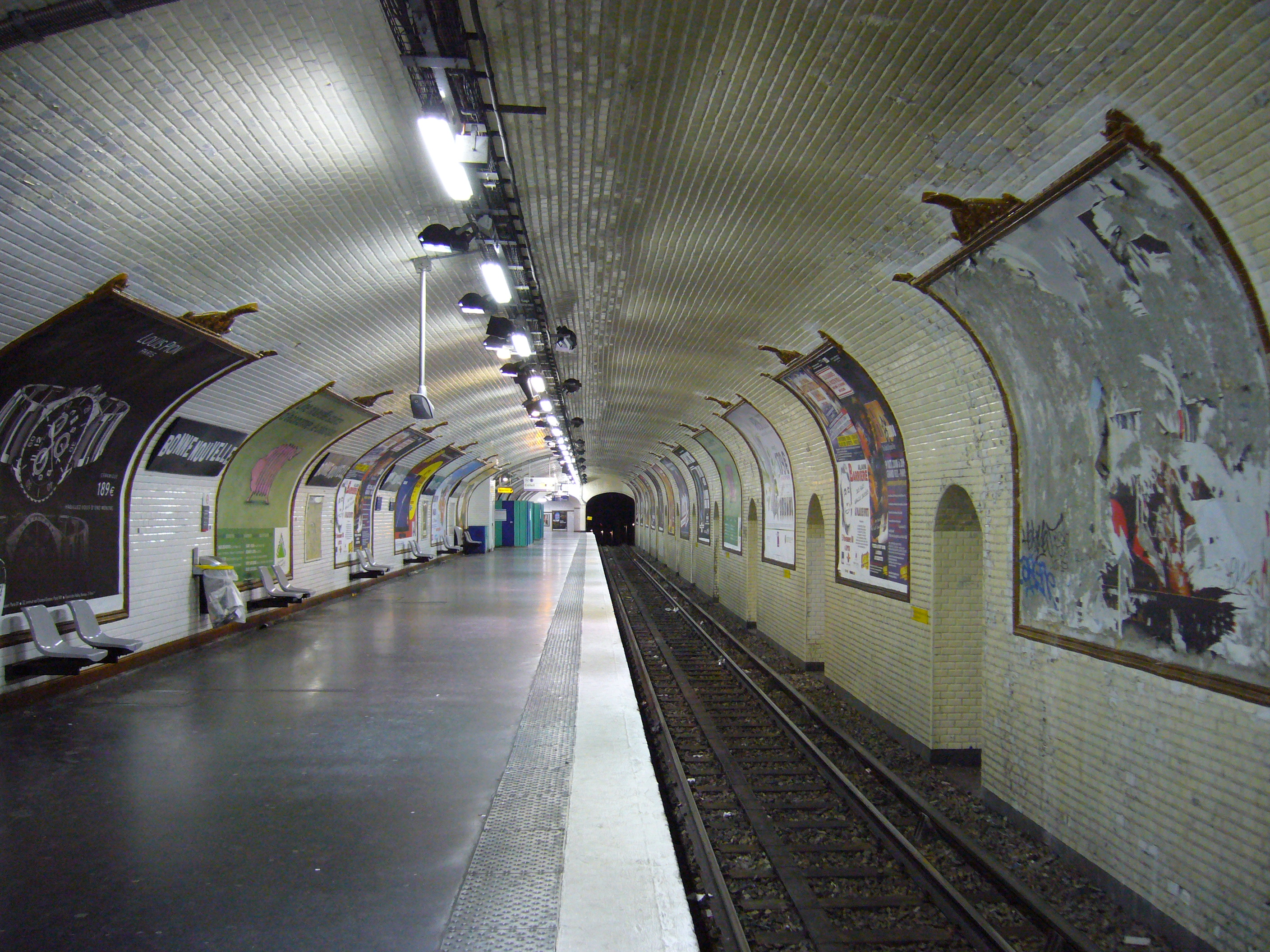
Bonne Nouvelle: nástupiště linky 8

- Basilique de Saint-Denis
- Bastille
- Bel-Air
- Belleville
- Bérault
- Bercy
- Bibliothèque François Mitterrand
- Billancourt
- Bir-Hakeim
- Blanche
- Bobigny – Pablo Picasso
- Bobigny – Pantin – Raymond Queneau
- Boissière
- Bolivar
- Bonne Nouvelle
- Botzaris
- Boucicaut
- Boulogne – Jean Jaurès
- Boulogne – Pont de Saint-Cloud
- Bourse
- Bréguet – Sabin
- Brochant
- Buttes Chaumont
- Buzenval

## C

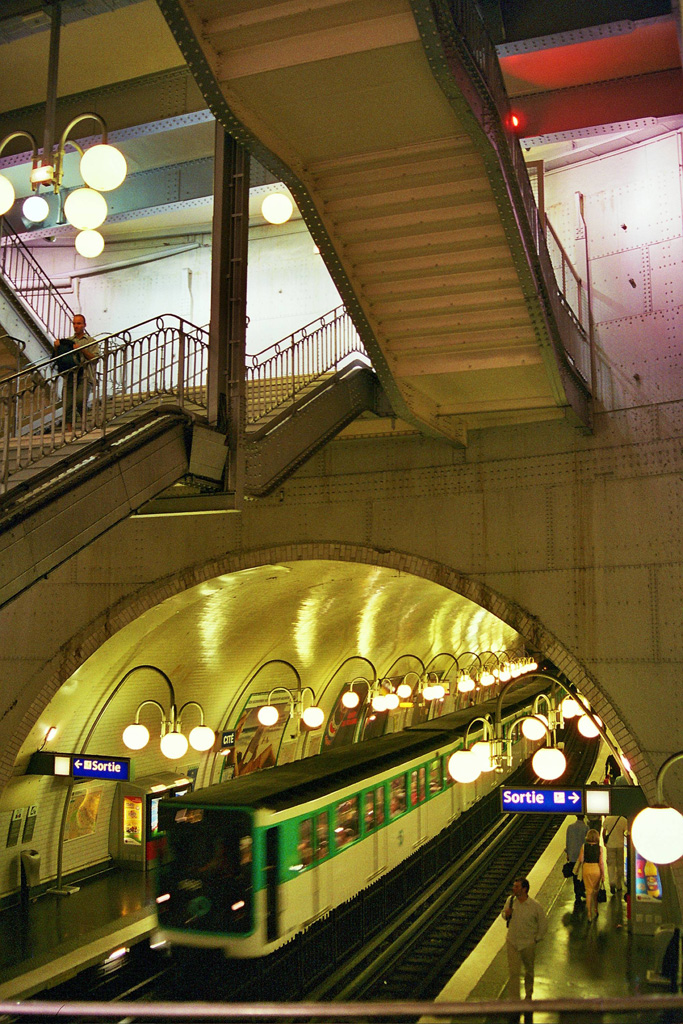
Cité: nástupiště

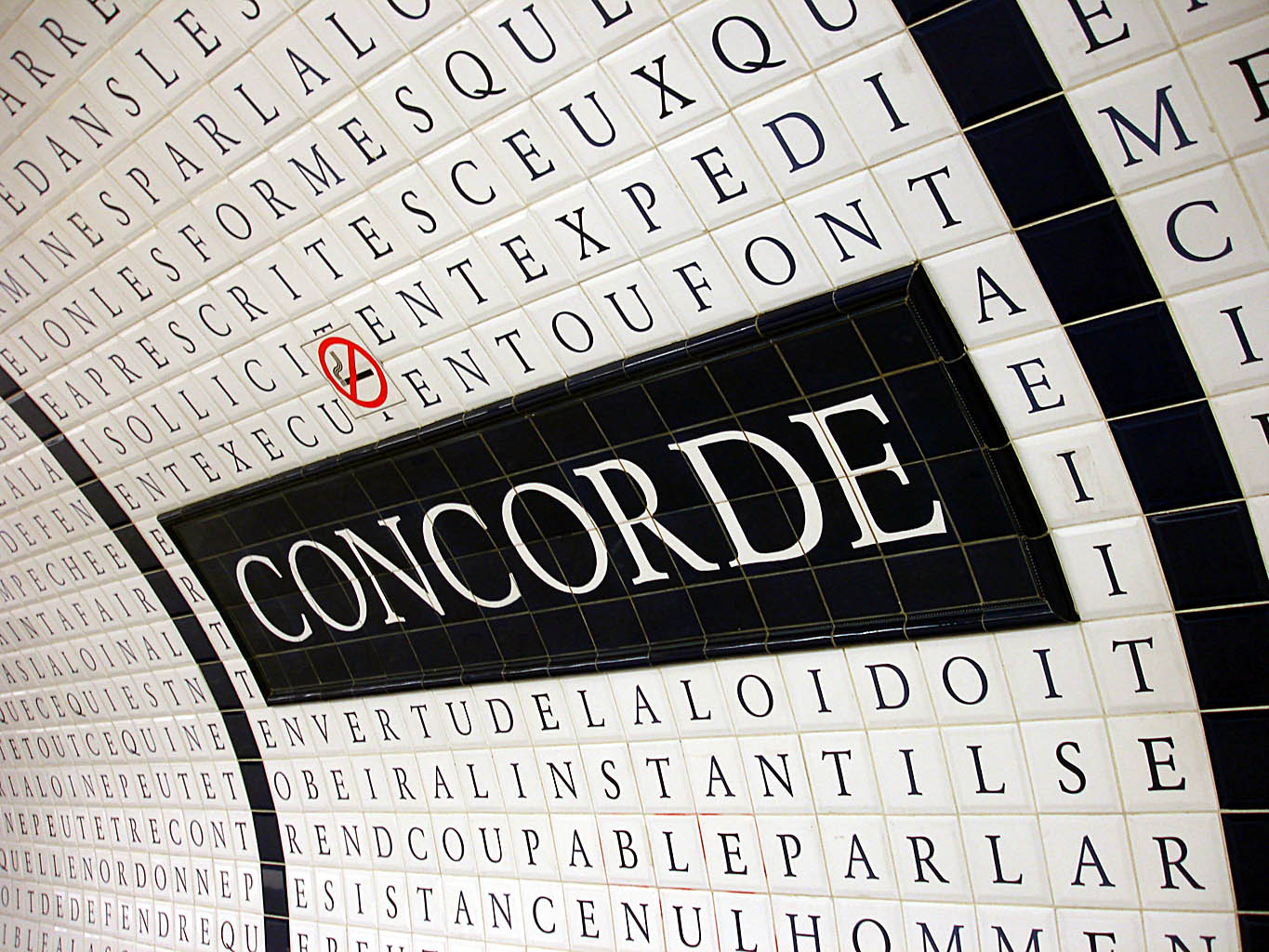
Concorde: výzdoba nástupiště linky 12

- Cadet
- Cambronne
- Campo-Formio
- Cardinal Lemoine
- Carrefour Pleyel
- Censier – Daubenton
- Cité
- Cluny – La Sorbonne
- Colonel Fabien
- Commerce
- Concorde
- Convention
- Corentin Cariou
- Corentin Celton
- Corvisart
- Coteaux Beauclair
- Cour Saint-Émilion
- Courcelles
- Couronnes
- Créteil – L'Échat
- Créteil – Préfecture
- Créteil – Université
- Crimée
- Croix de Chavaux

## D

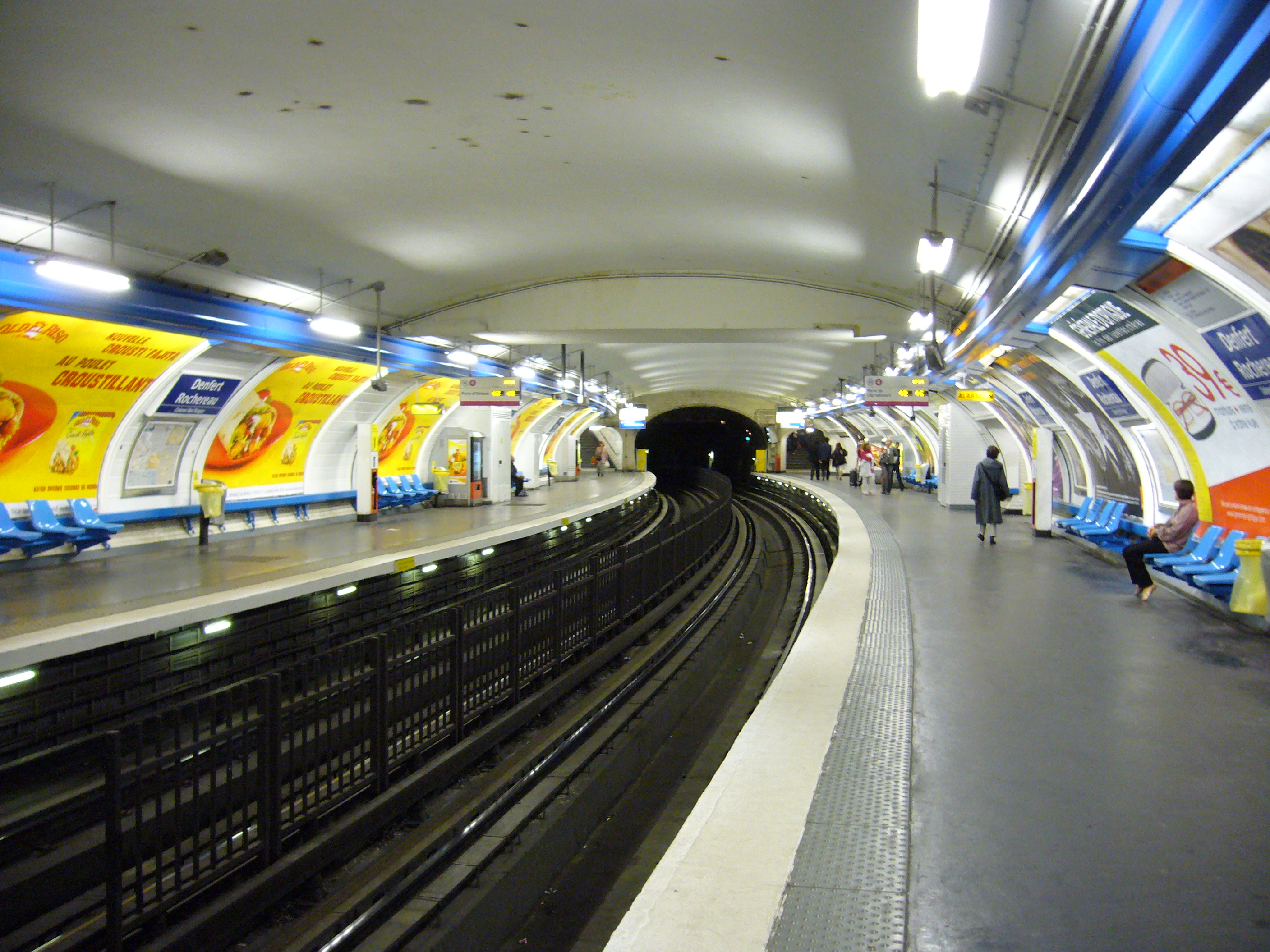
Denfert-Rochereau: nástupiště linky 4

- Danube
- Daumesnil
- Denfert-Rochereau
- Dugommier
- Dupleix
- Duroc

## E
- École Militaire

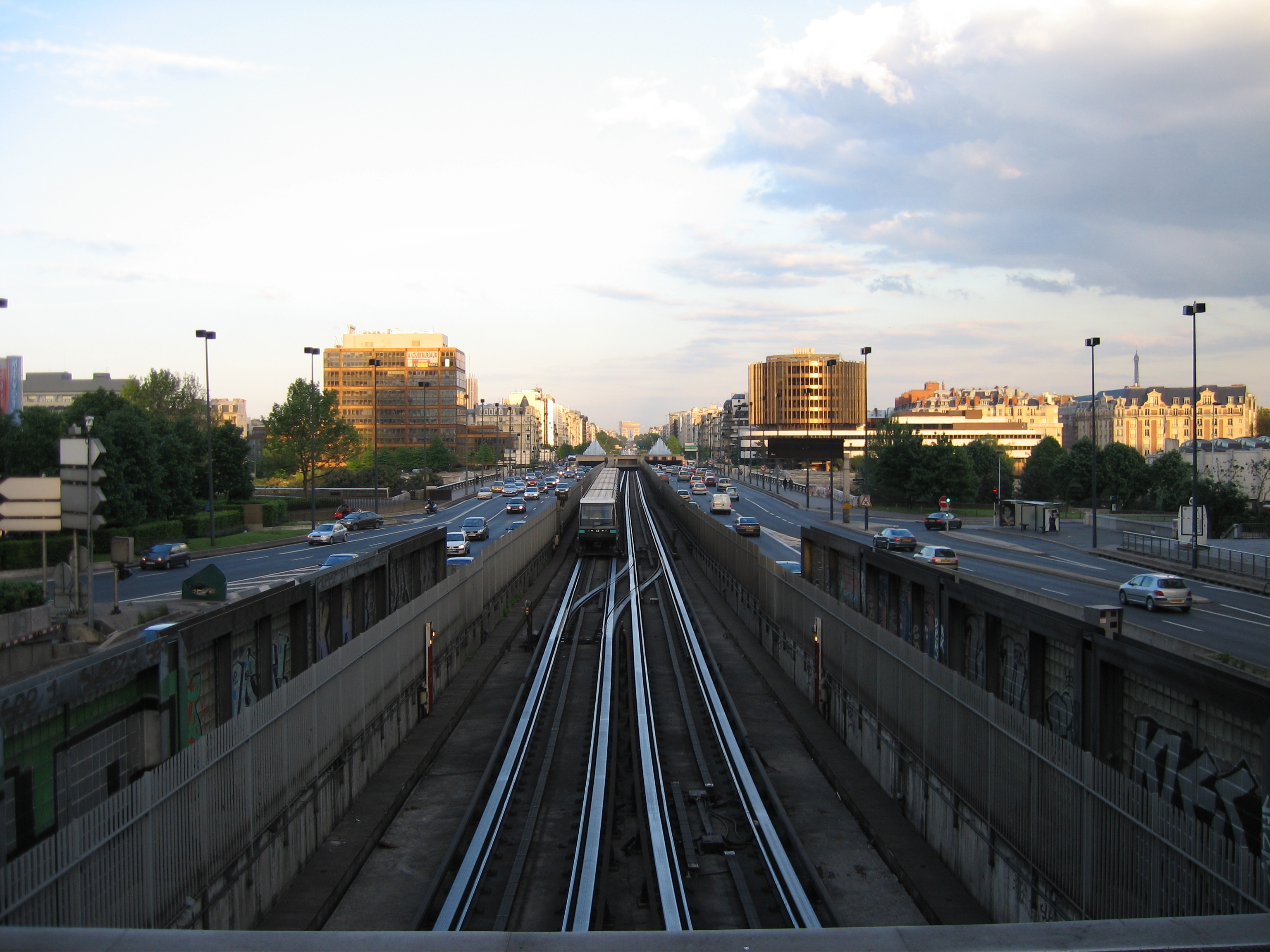
Esplanade de la Défense: pohled od stanice

- École Vétérinaire de Maisons-Alfort
- Edgar Quinet
- Église d'Auteuil
- Église de Pantin
- Esplanade de la Défense
- Étienne Marcel
- Europe
- Exelmans

## F

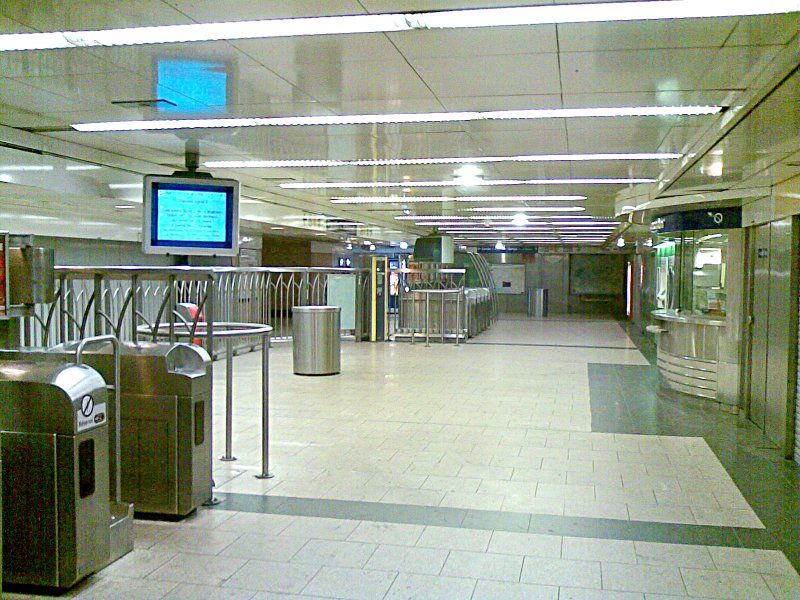
Franklin D. Roosevelt: vestibul

- Faidherbe – Chaligny
- Falguière
- Félix Faure
- Filles du Calvaire
- Fort d'Aubervilliers
- Franklin D. Roosevelt
- Front Populaire

## G

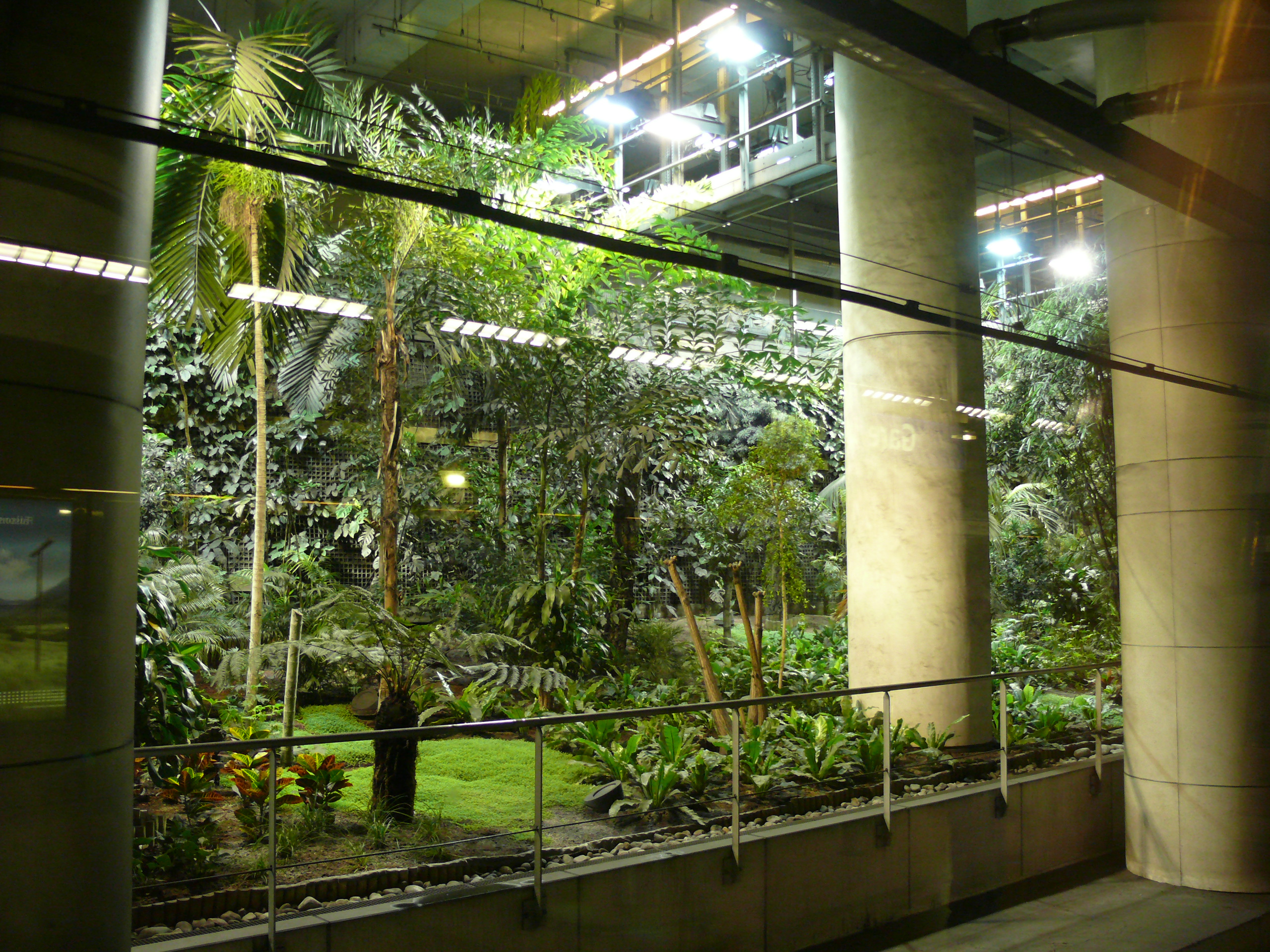
Gare de Lyon: zahrada na nástupišti linky 14

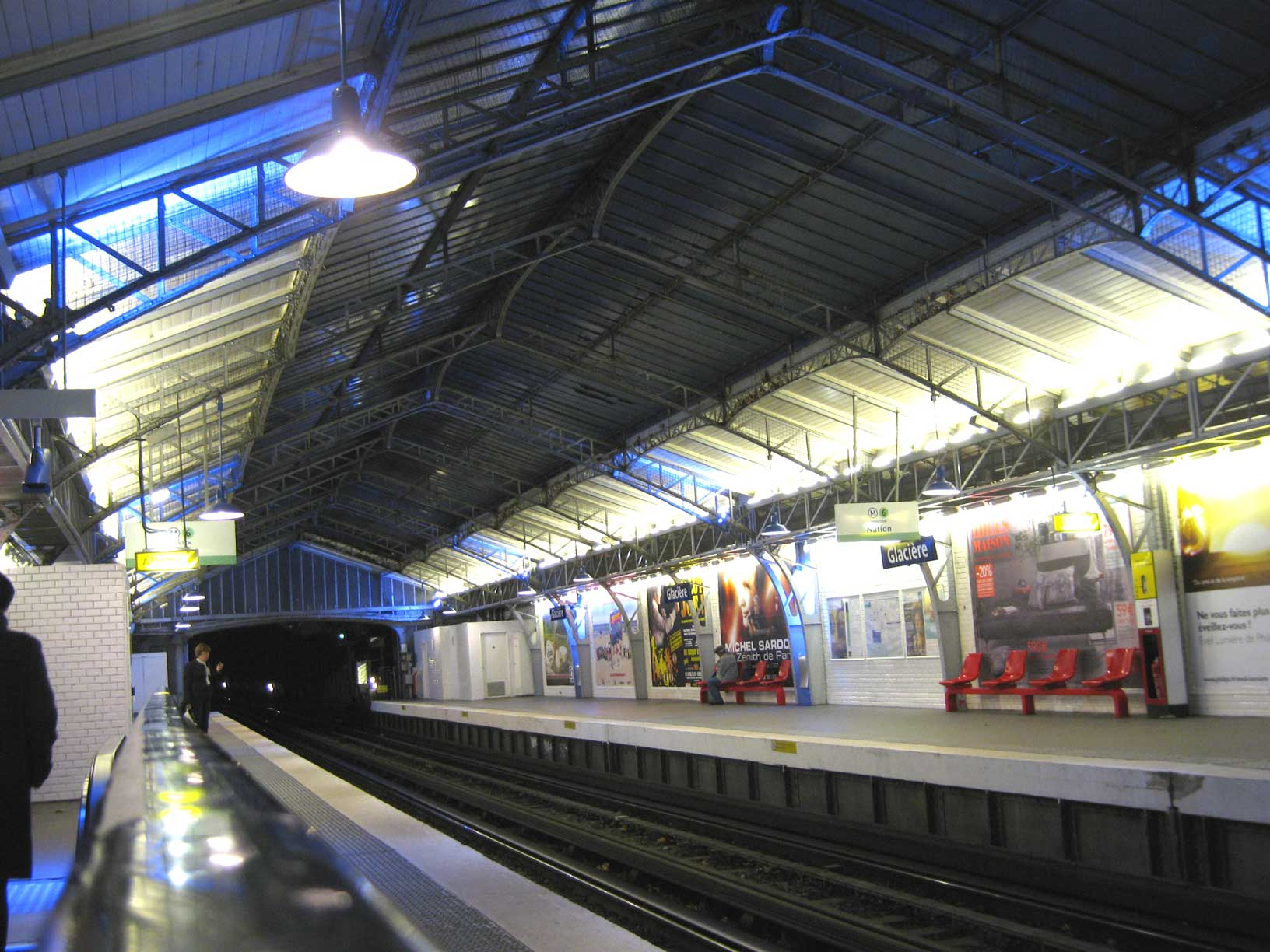
Glacière: nástupiště

- Gabriel Péri
- Gaîté
- Gallieni
- Gambetta
- Gare d'Austerlitz
- Gare de l'Est
- Gare de Lyon
- Gare du Nord
- Garibaldi
- George V
- Glacière
- Goncourt
- Grands Boulevards
- Guy Môquet

## H
- Havre – Caumartin
- Hoche
- Hôpital Bicêtre
- Hôtel de Ville

## Ch

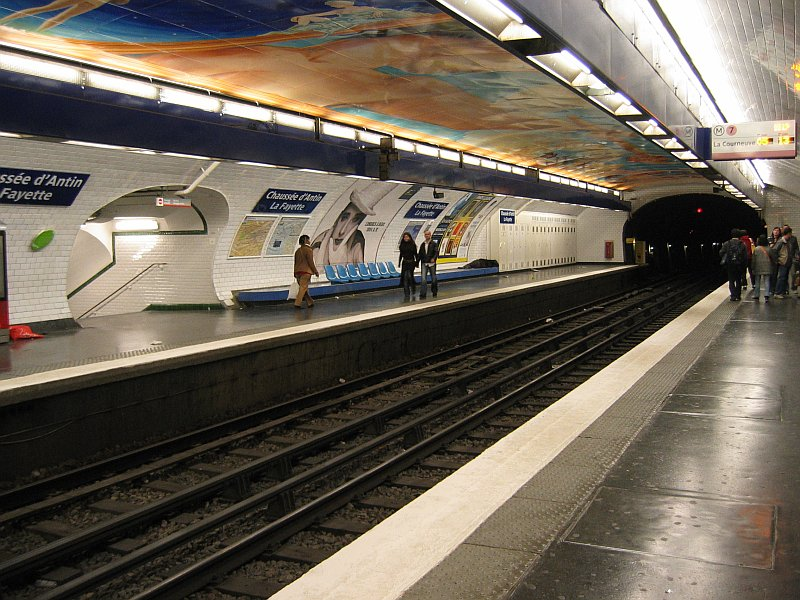
Chaussée d'Antin – La Fayette: nástupiště linky 7

- Champs-Élysées – Clemencau
- Chardon-Lagache
- Charenton – Écoles
- Charles de Gaulle – Étoile
- Charles Michels
- Charonne
- Château d'Eau
- Château de Vincennes
- Château Rouge
- Château-Landon
- Châtelet
- Châtillon – Montrouge
- Chaussée d'Antin – La Fayette
- Chemin Vert
- Chevaleret
- Chevilly-Larue

## I
- Iéna
- Invalides

## J

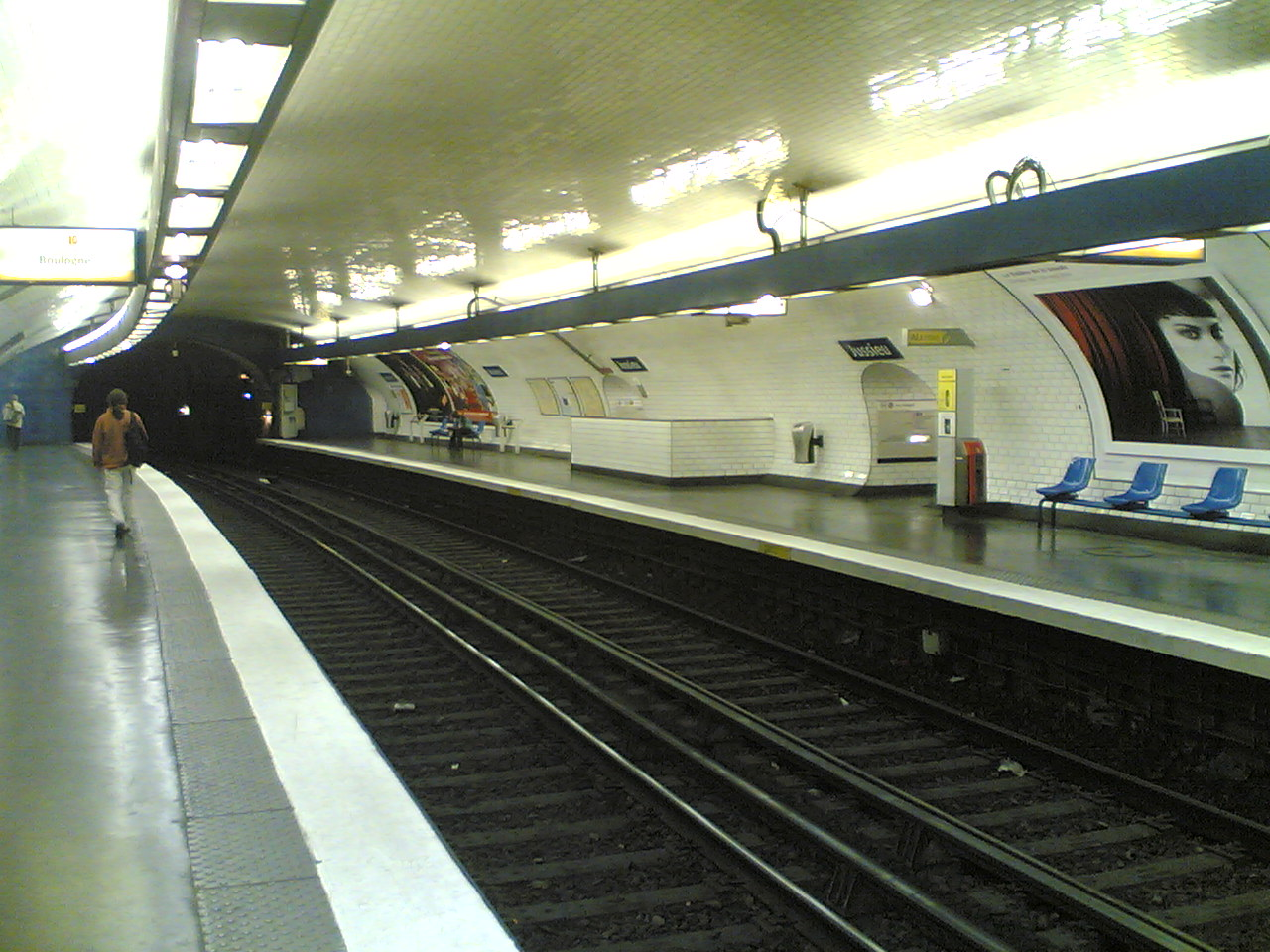
Jussieu: nástupiště linky 10

- Jacques Bonsergent
- Jasmin
- Jaurès
- Javel – André Citroën
- Jourdain
- Jules Joffrin
- Jussieu

## K

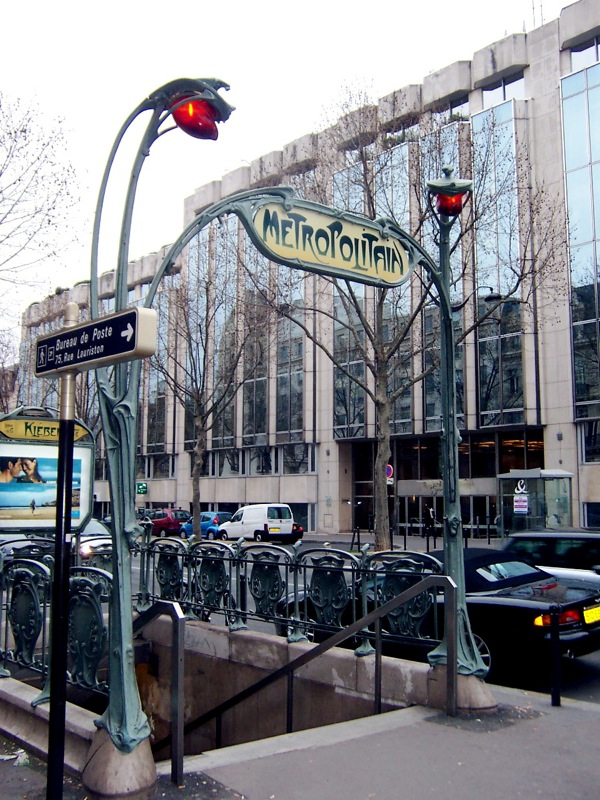
Kléber: secesní vchod do stanice

- Kléber

## L
- L'Haÿ-les-Roses

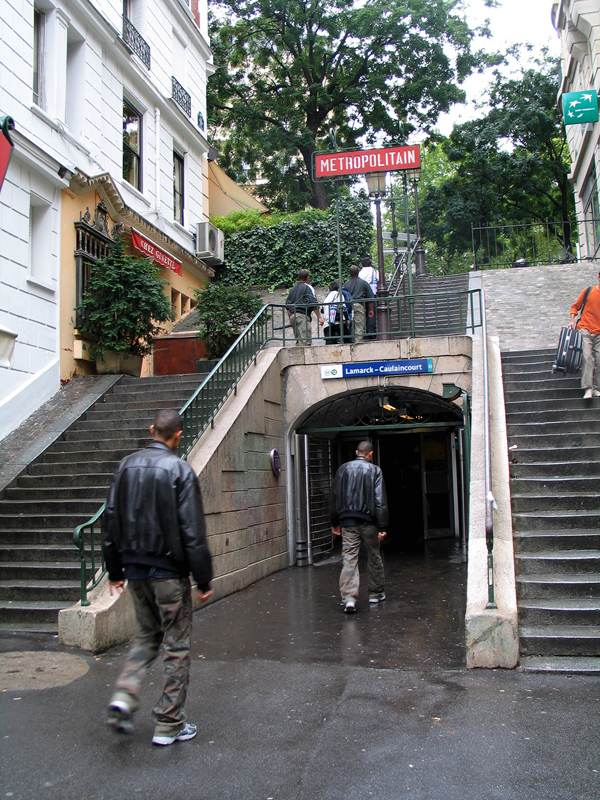
Lamarck – Caulaincourt: vchod do stanice známý z filmu Amélie z Montmartru

- La Courneuve – 8 Mai 1945
- La Défense
- La Dhuys
- La Fourche
- La Chapelle
- La Motte-Picquet – Grenelle
- La Muette
- La Tour-Maubourg
- Lamarck – Caulaincourt
- Laumière
- Le Kremlin-Bicêtre
- Le Peletier
- Ledru-Rollin
- Les Agnettes
- Les Courtilles
- Les Gobelins
- Les Halles
- Les Sablons
- Liberté
- Liège
- Louis Blanc
- Louise Michel
- Lourmel
- Louvre – Rivoli

## M
- Mabillon
- Madeleine
- Mairie d'Aubervilliers
- Mairie d'Issy
- Mairie d'Ivry
- Mairie de Clichy
- Mairie de Montreuil
- Mairie de Montrouge
- Mairie de Saint-Ouen
- Mairie des Lilas
- Maison Blanche

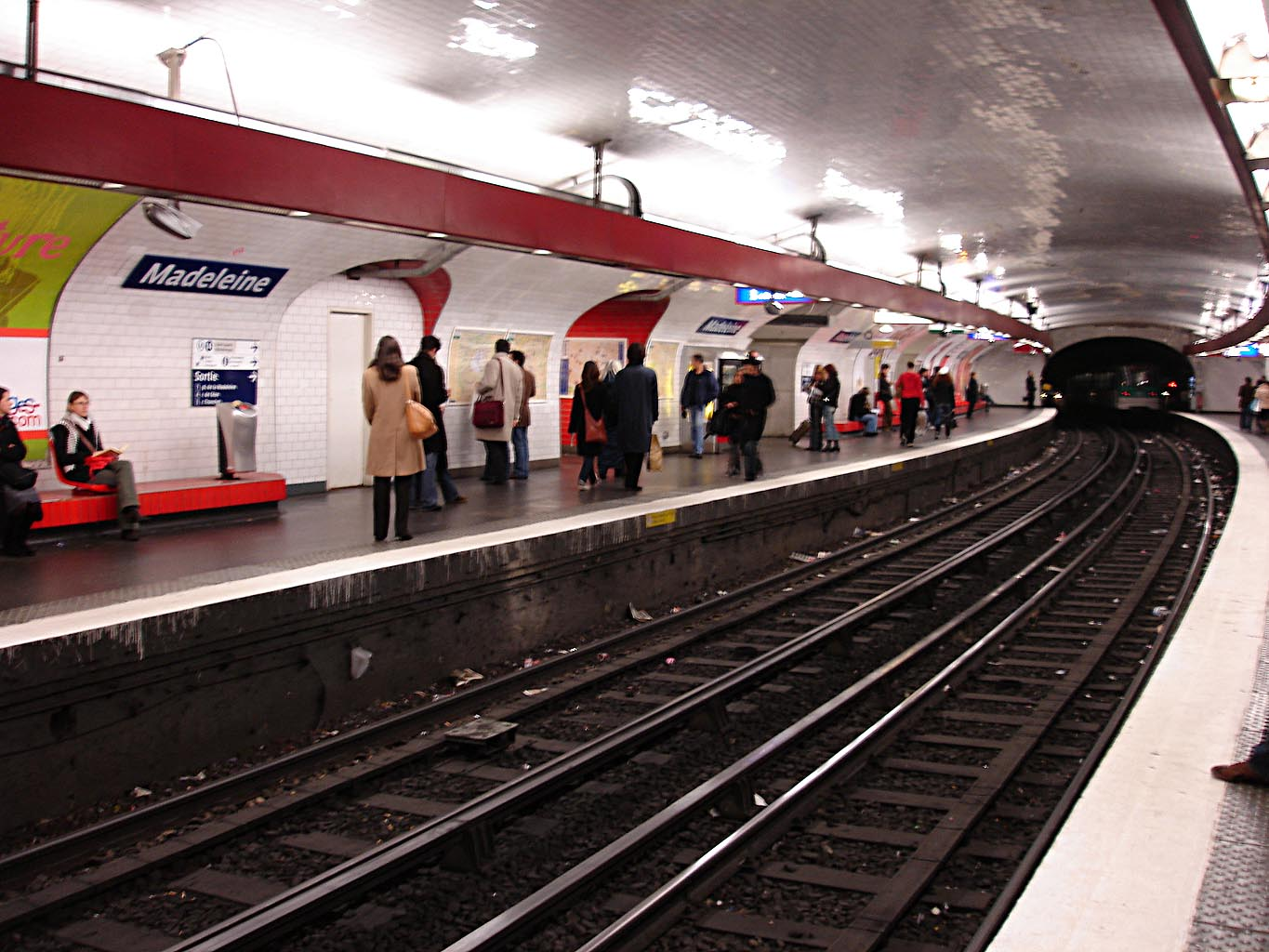
Madeleine: nástupiště linky 12

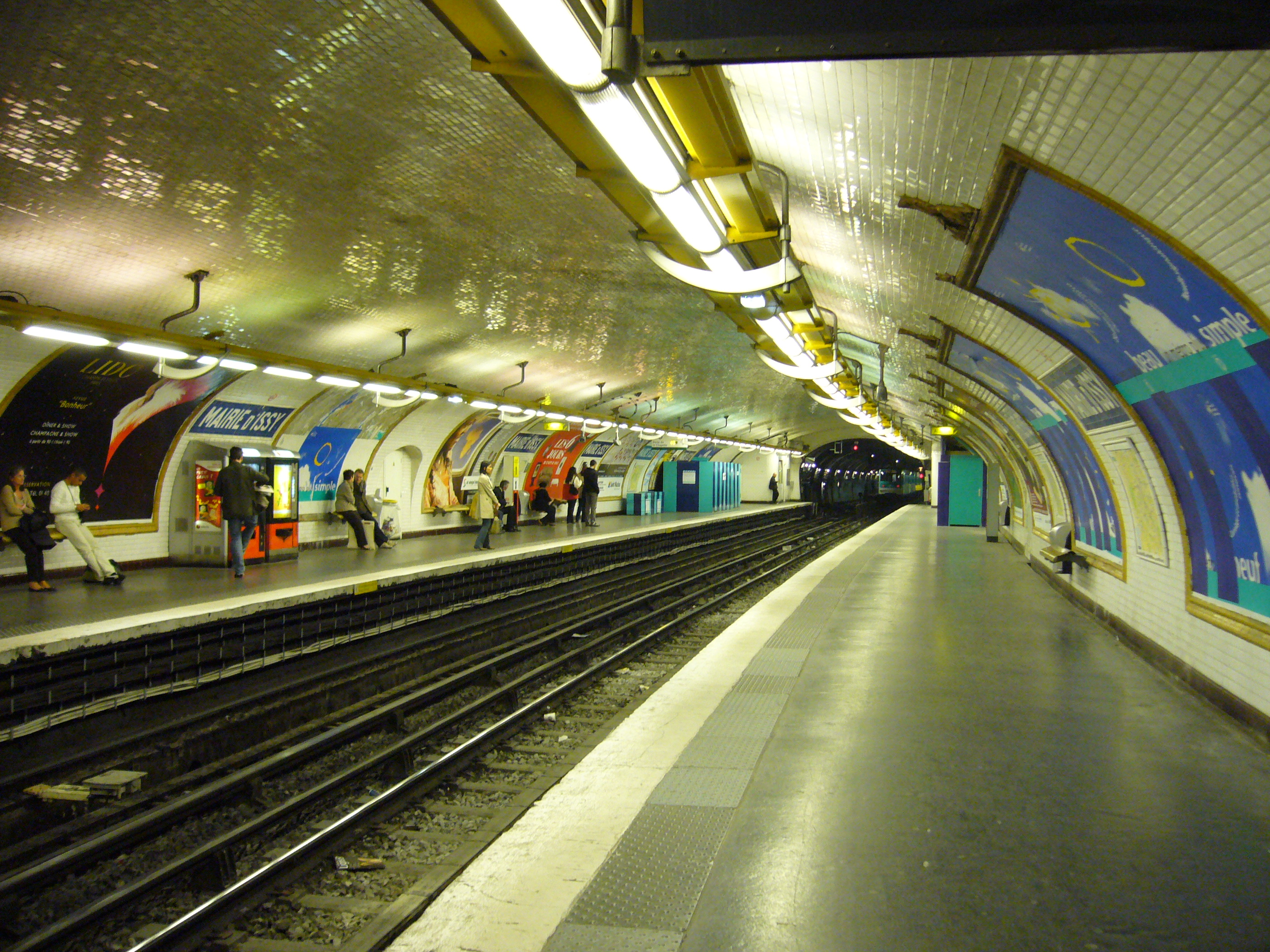
Mairie d'Issy: nástupiště

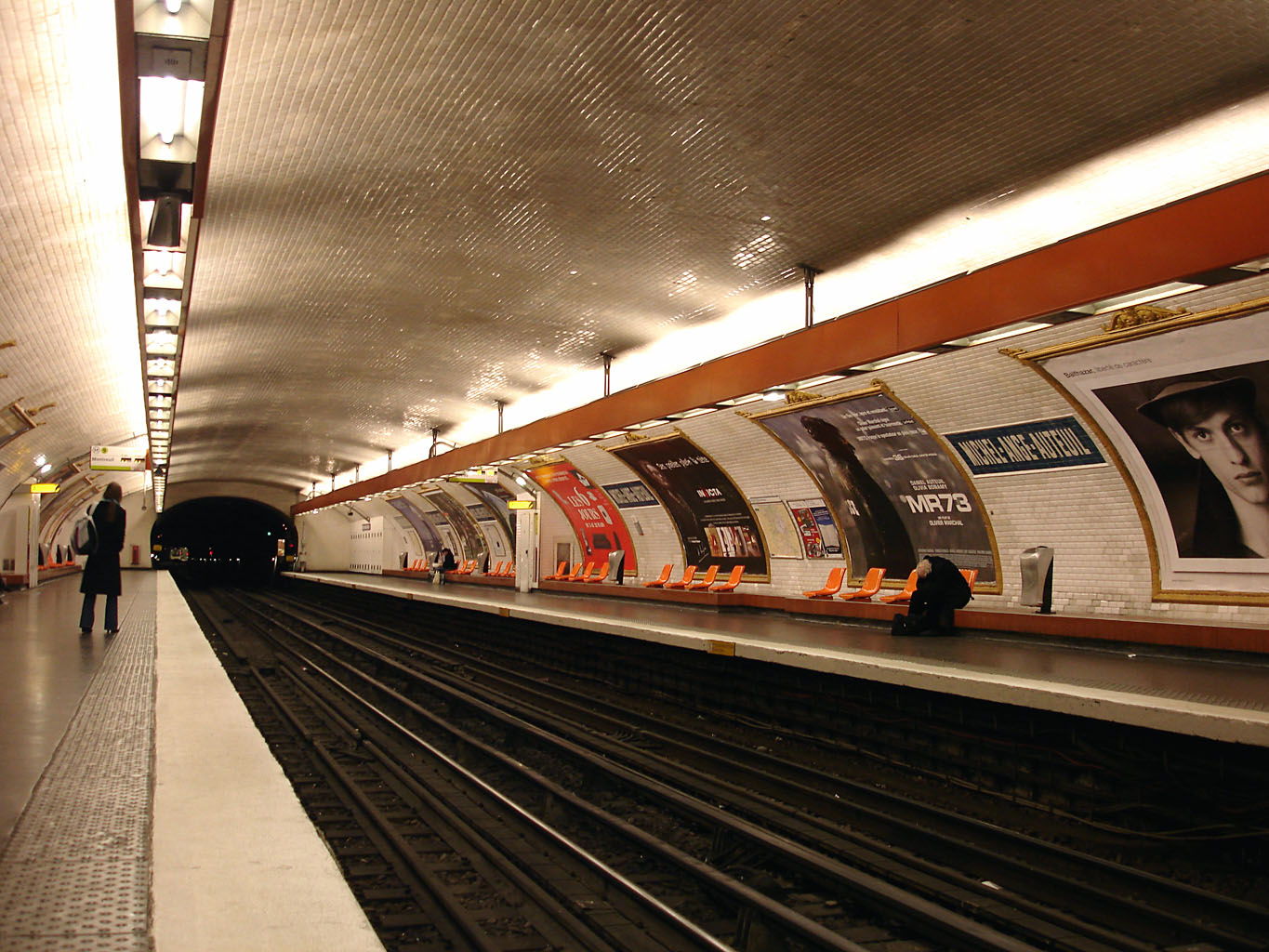
Michel-Ange – Auteui: nástupiště linky 9

- Maisons-Alfort – Les Juillottes
- Maisons-Alfort – Stade
- Malakoff – Plateau de Vanves
- Malakoff – Rue Étienne Dolet
- Malesherbes
- Maraîchers
- Marcadet – Poissonniers
- Marcel Sembat
- Marx Dormoy
- Maubert – Mutualité
- Ménilmontant
- Michel Bizot
- Michel-Ange – Auteuil
- Michel-Ange – Molitor
- Mirabeau
- Miromesnil
- Monceau
- Montgallet
- Montparnasse – Bienvenüe
- Montreuil – Hôpital
- Mouton-Duvernet

## N

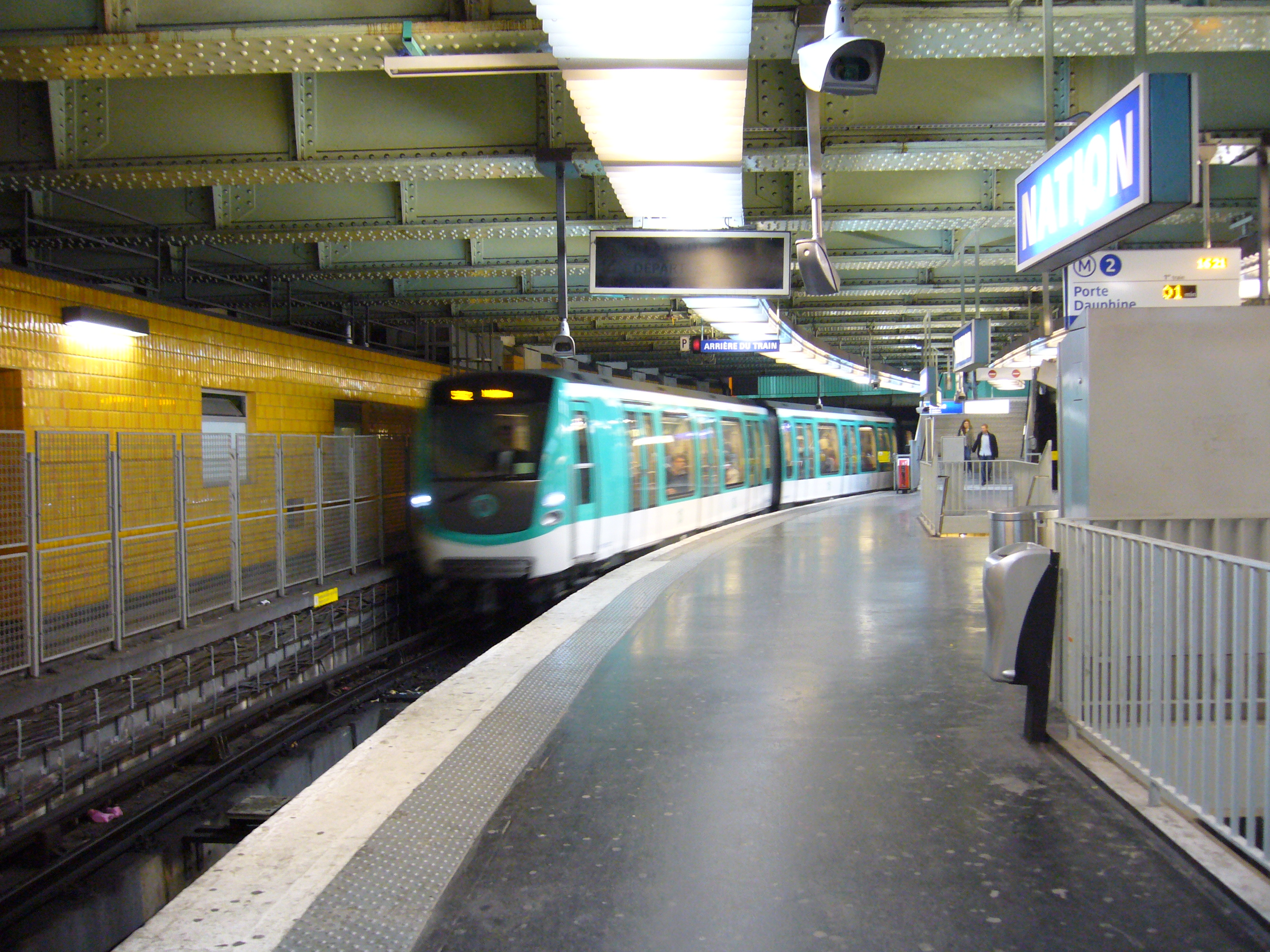
Nation: nástupiště linky 2

- Nation
- Nationale
- Notre-Dame-de-Lorette
- Notre-Dame-des-Champs

## O

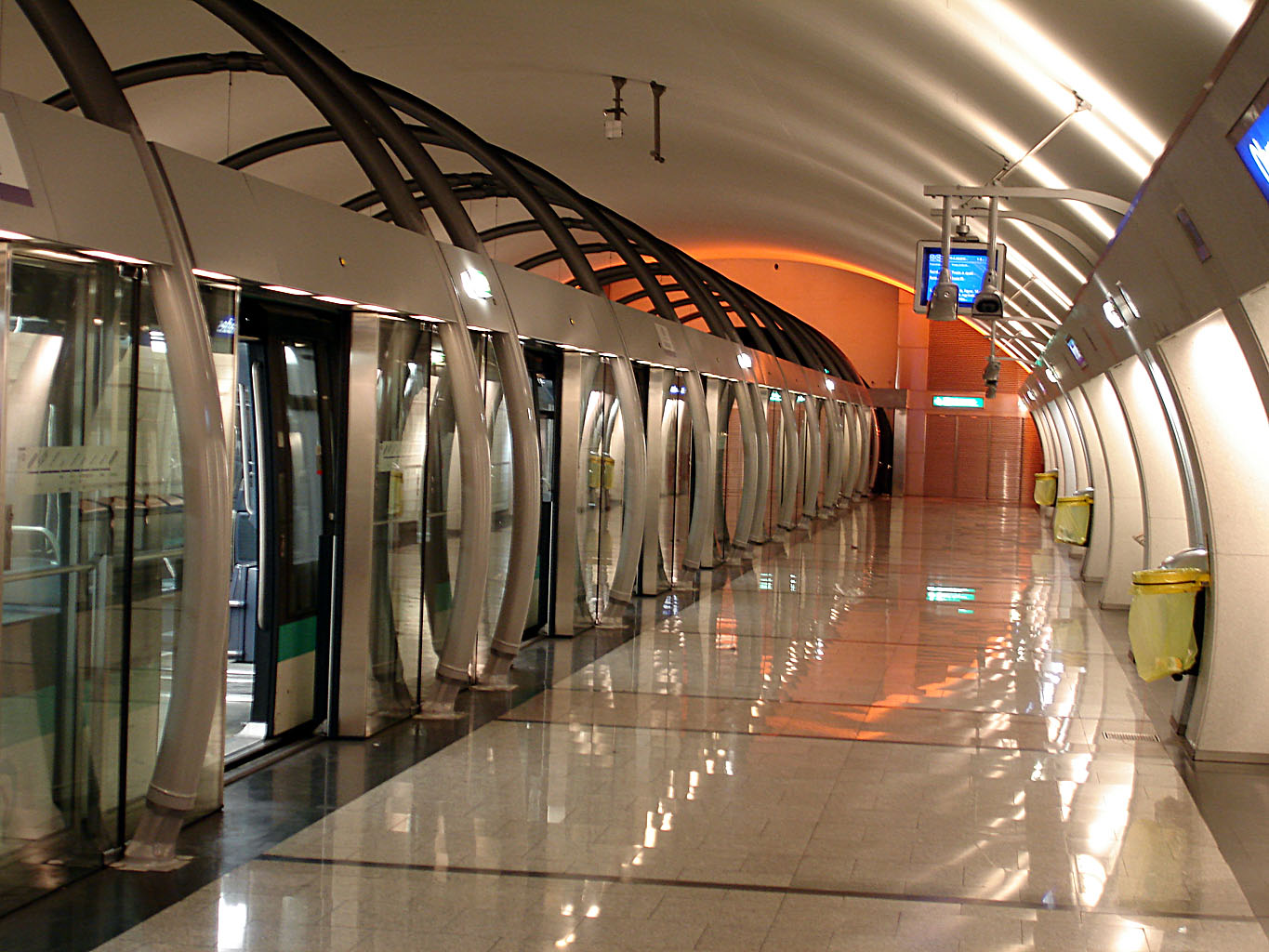
Olympiades: nástupiště

- Oberkampf
- Odéon
- Olympiades
- Opéra
- Ourcq

## P

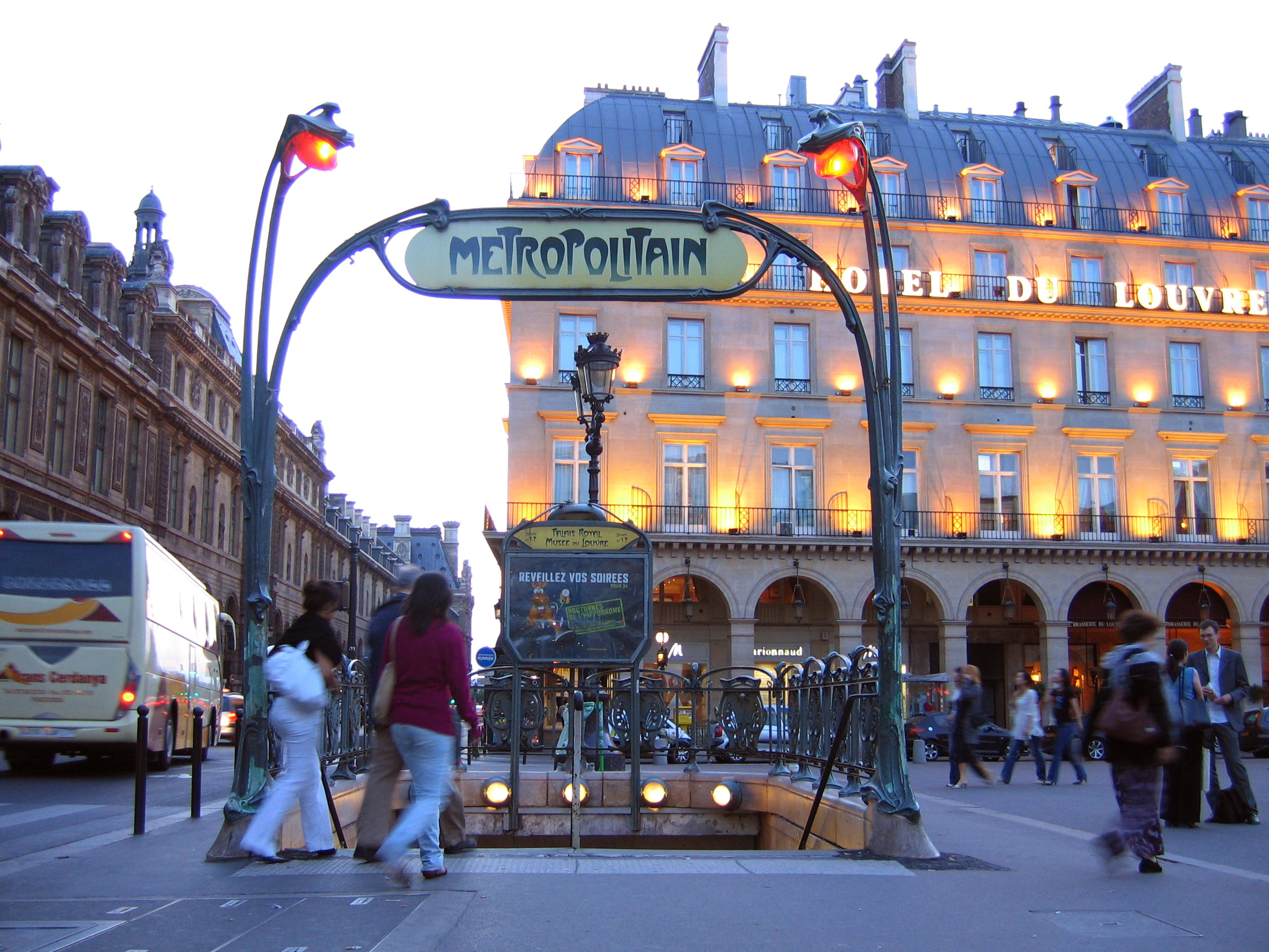
Palais Royal – Musée du Louvre: secesní vstup do stanice

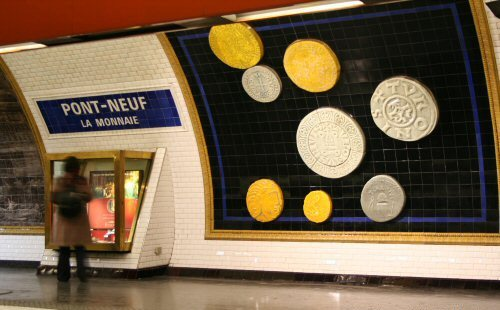
Pont Neuf: nástupiště

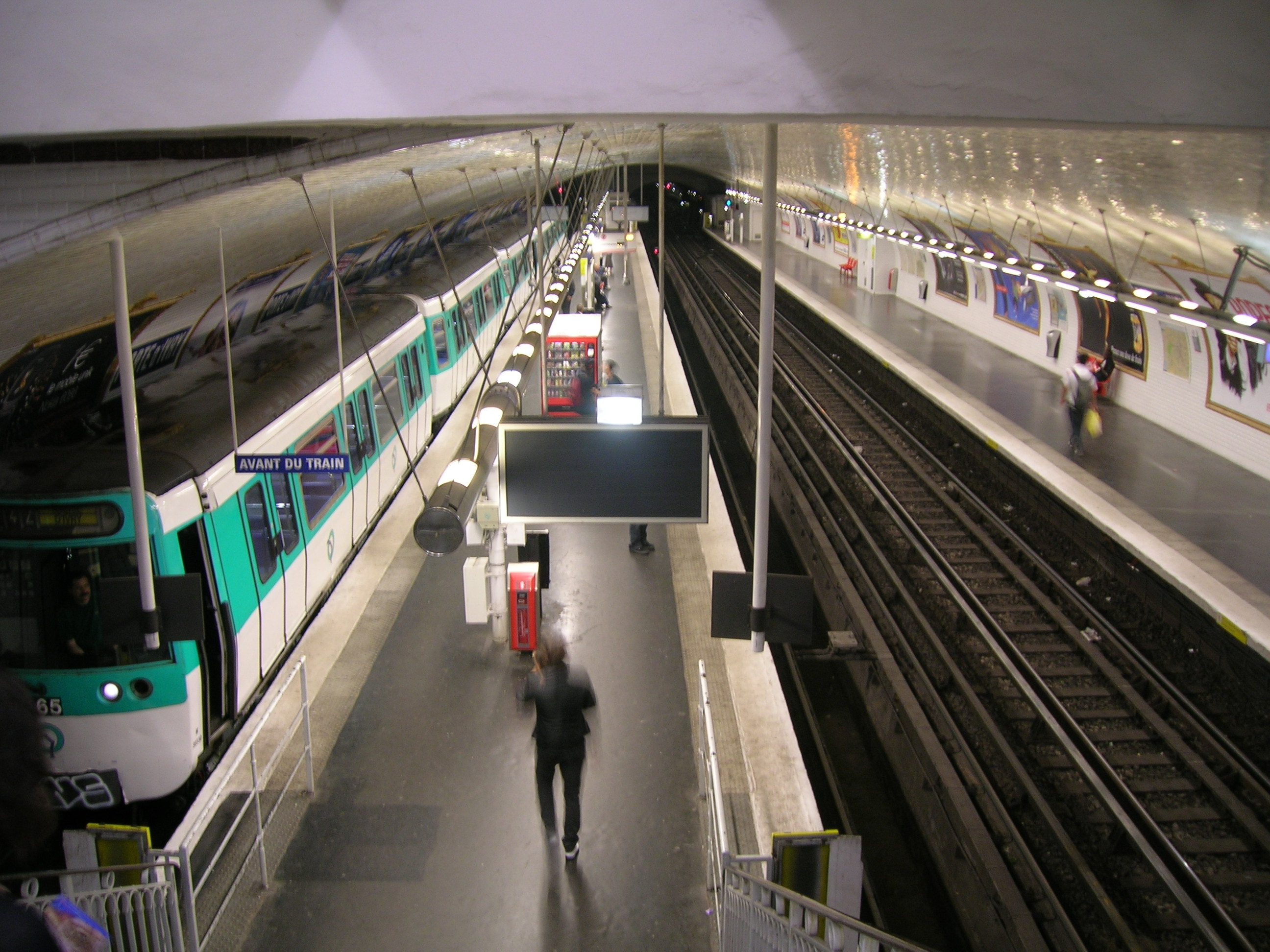
Porte d'Ivry: nástupiště

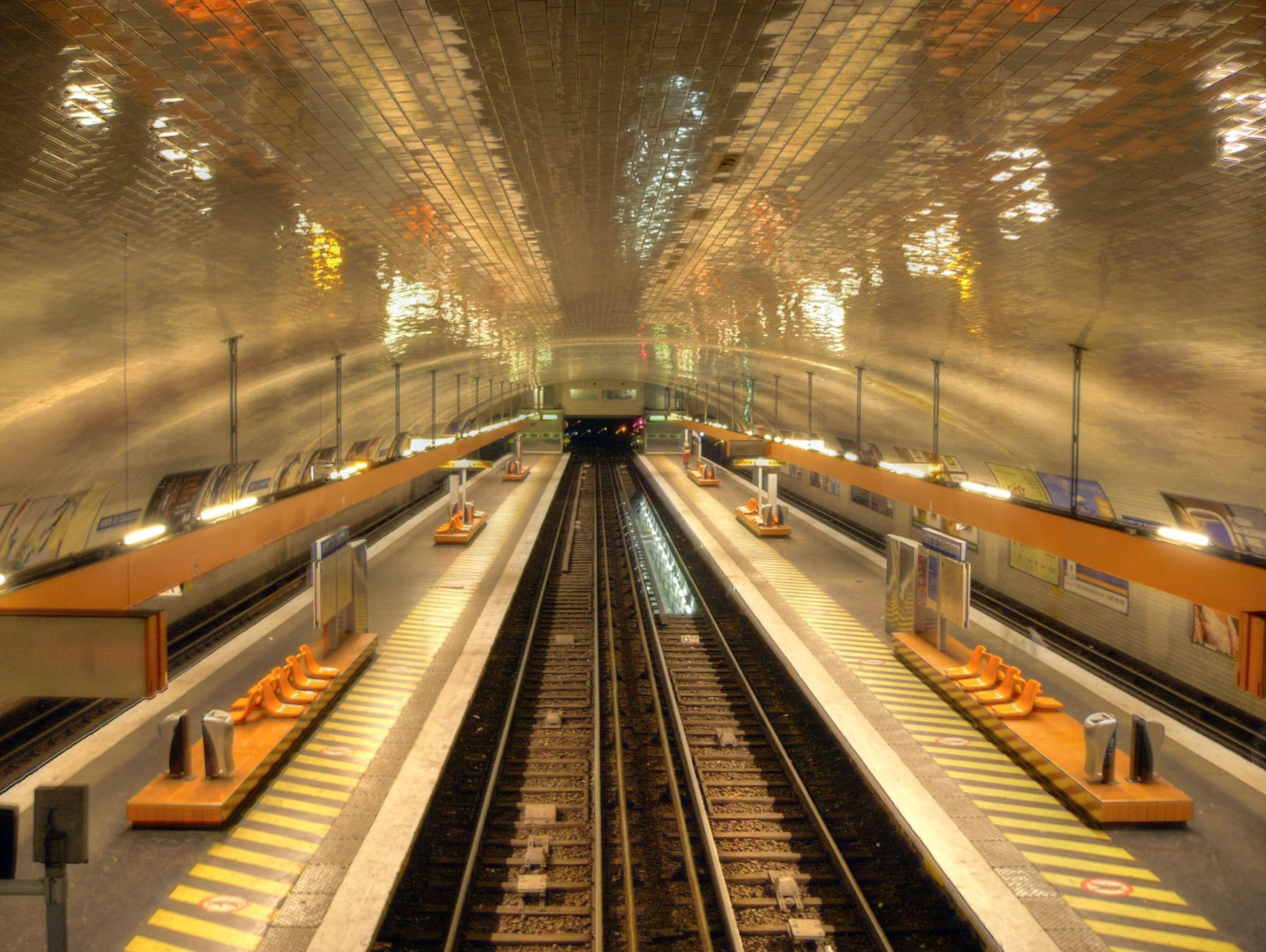
Porte de Charenton: nástupiště

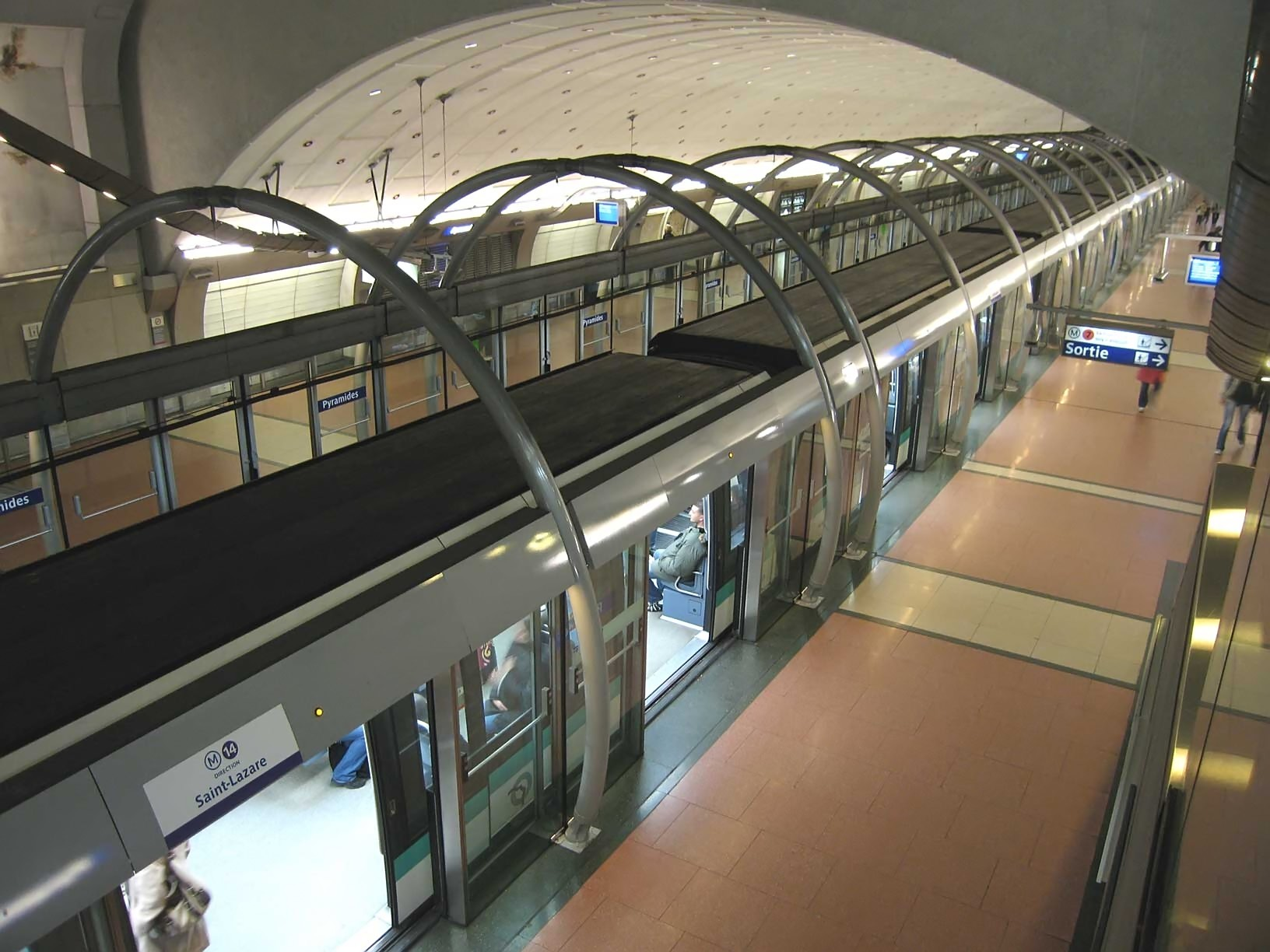
Pyramides: nástupiště linky 14

- Palais Royal – Musée du Louvre
- Parmentier
- Passy
- Pasteur
- Pelleport
- Père Lachaise
- Pereire
- Pernety
- Philippe Auguste
- Picpus
- Pierre et Marie Curie
- Pigalle
- Place d'Italie
- Place de Clichy
- Place des Fêtes
- Place Monge
- Plaisance
- Pointe du Lac
- Poissonnière
- Pont Cardinet
- Pont de Levallois – Bécon
- Pont de Neuilly
- Pont de Sèvres
- Pont Marie
- Pont Neuf
- Porte d'Auteuil
- Porte d'Italie
- Porte d'Ivry
- Porte d'Orléans
- Porte Dauphine
- Porte de Bagnolet
- Porte de Clignancourt
- Porte de Clichy
- Porte de Champerret
- Porte de Charenton
- Porte de Choisy
- Porte de la Chapelle
- Porte de la Villette
- Porte de Montreuil
- Porte de Pantin
- Porte de Saint-Cloud
- Porte de Saint-Ouen
- Porte de Vanves
- Porte de Versailles
- Porte de Vincennes
- Porte des Lilas
- Porte Dorée
- Porte Maillot
- Pré Saint-Gervais
- Pyramides
- Pyrénées

## Q

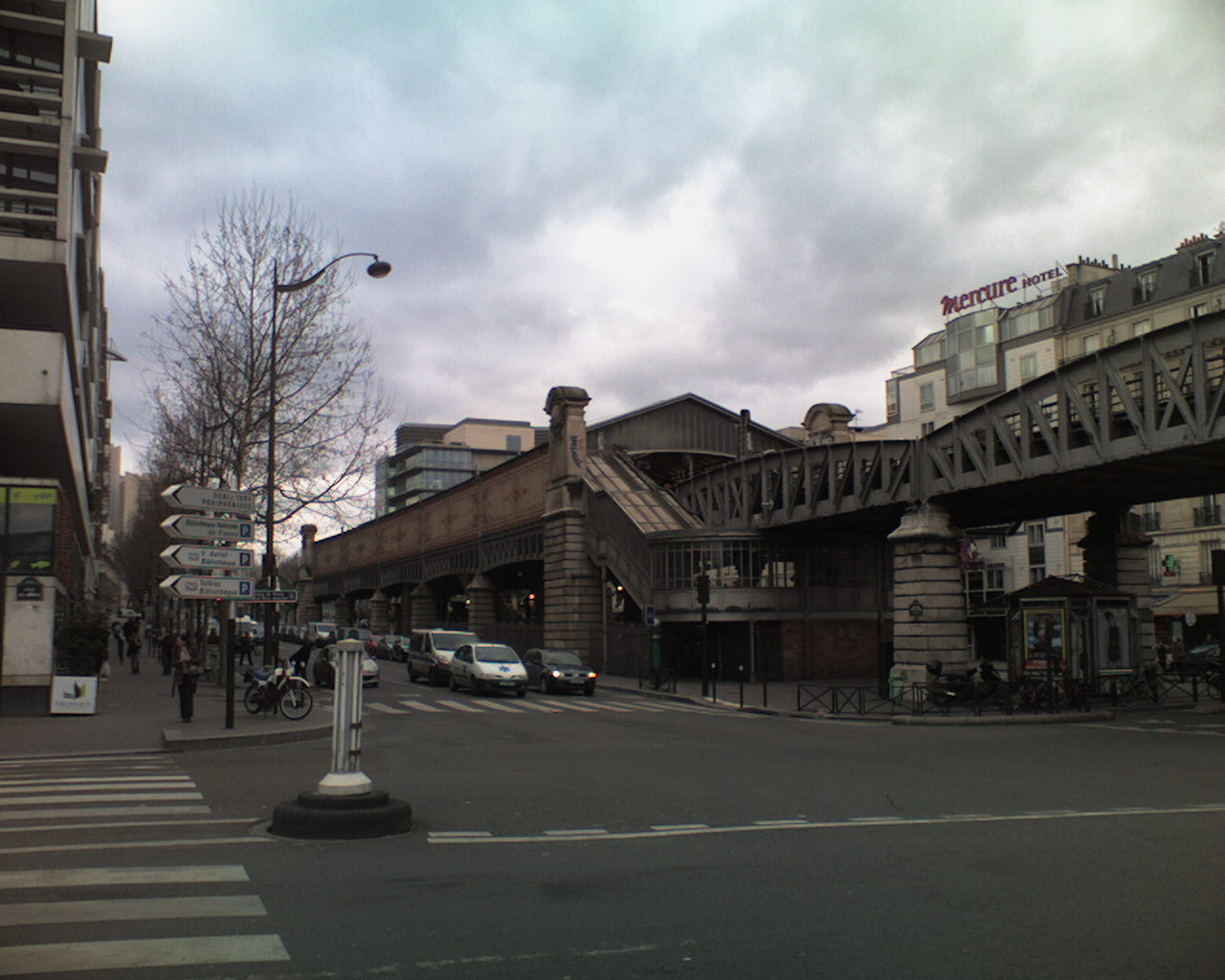
Quai de la Gare: pohled na stanici

- Quai de la Gare
- Quai de la Rapée
- Quatre-Septembre

## R

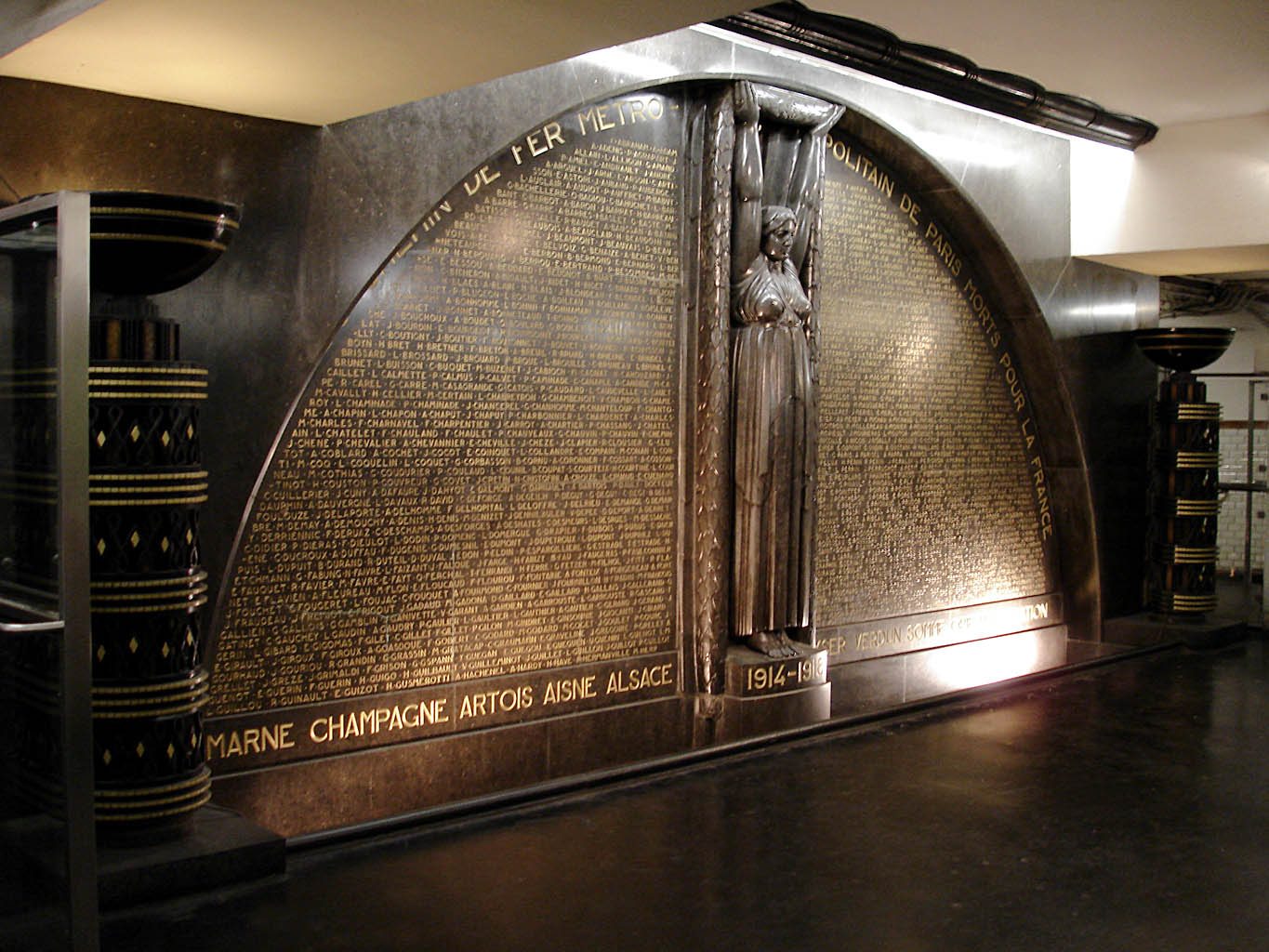
Richelieu – Drouot: památník padlým v 1. světové válce

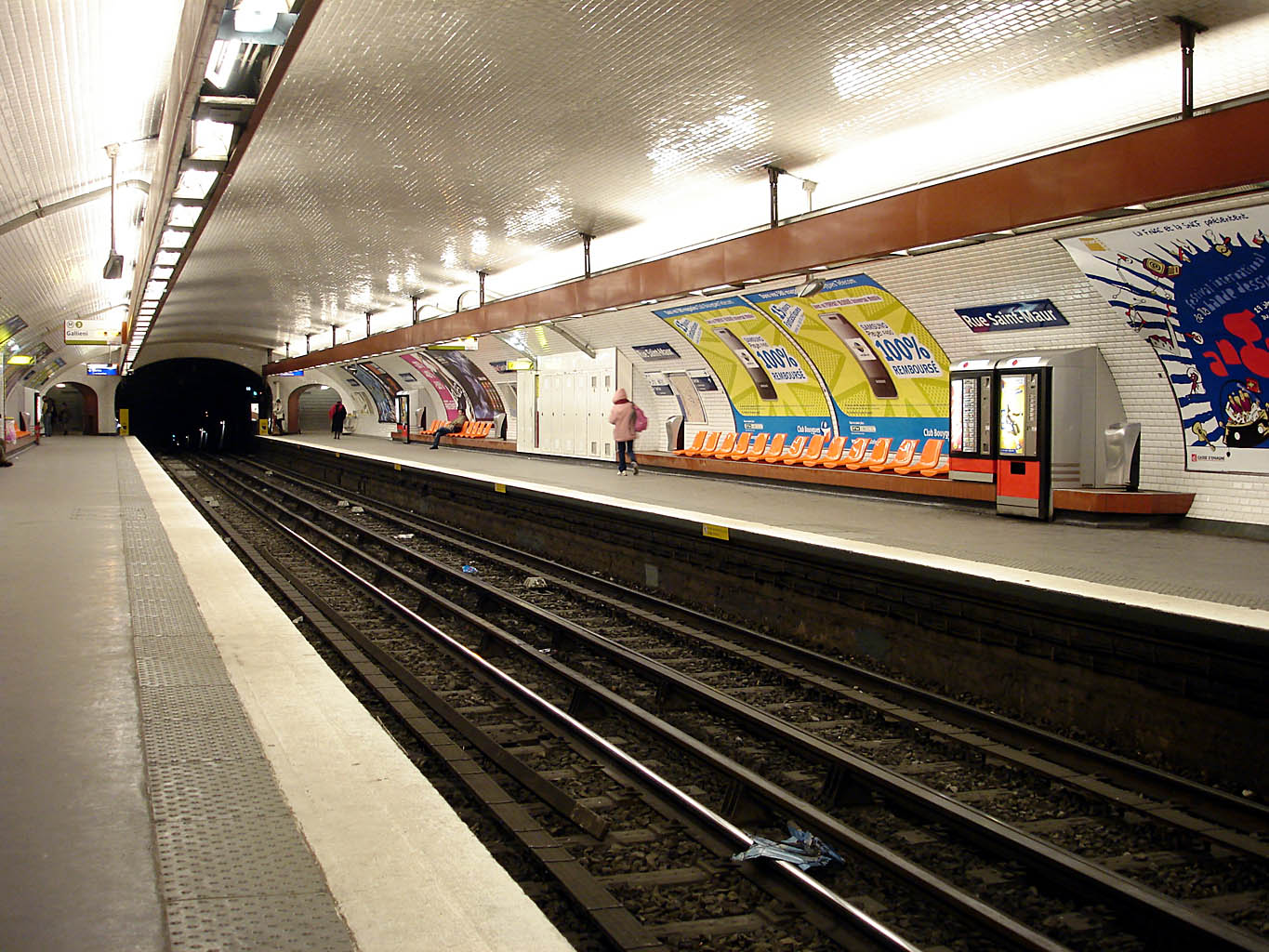
Rue Saint-Maur: nástupiště

- Rambuteau
- Ranelagh
- Raspail
- Réaumur – Sébastopol
- Rennes
- République
- Reuilly – Diderot
- Richard-Lenoir
- Richelieu – Drouot
- Riquet
- Robespierre
- Romainville – Carnot
- Rome
- Rosny – Bois-Perrier
- Rue de la Pompe
- Rue des Boulets
- Rue du Bac
- Rue Saint-Maur

## S
- Saint-Ambroise
- Saint-Augustin
- Saint-Denis – Pleyel

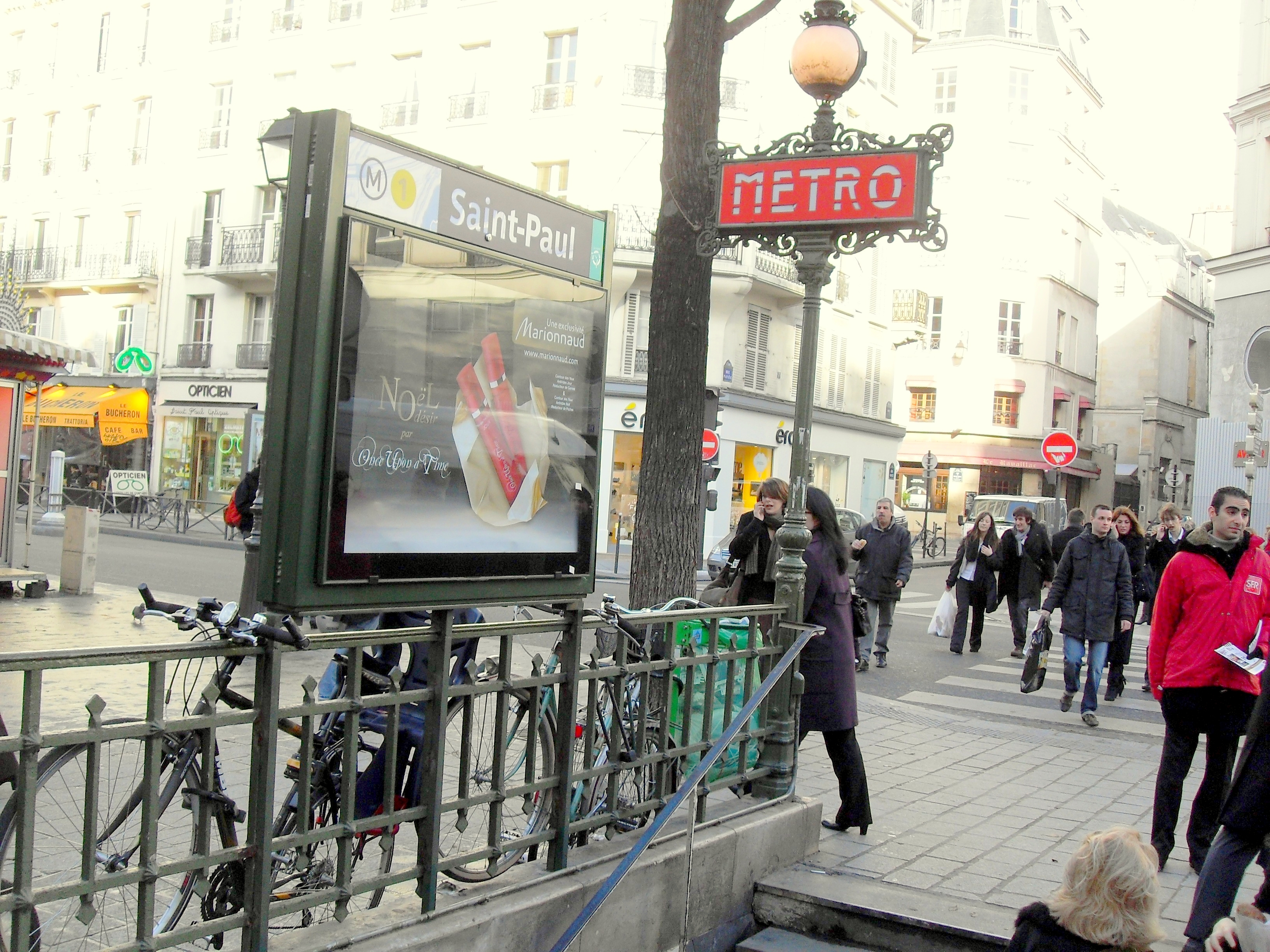
Saint-Paul: vstup do stanice

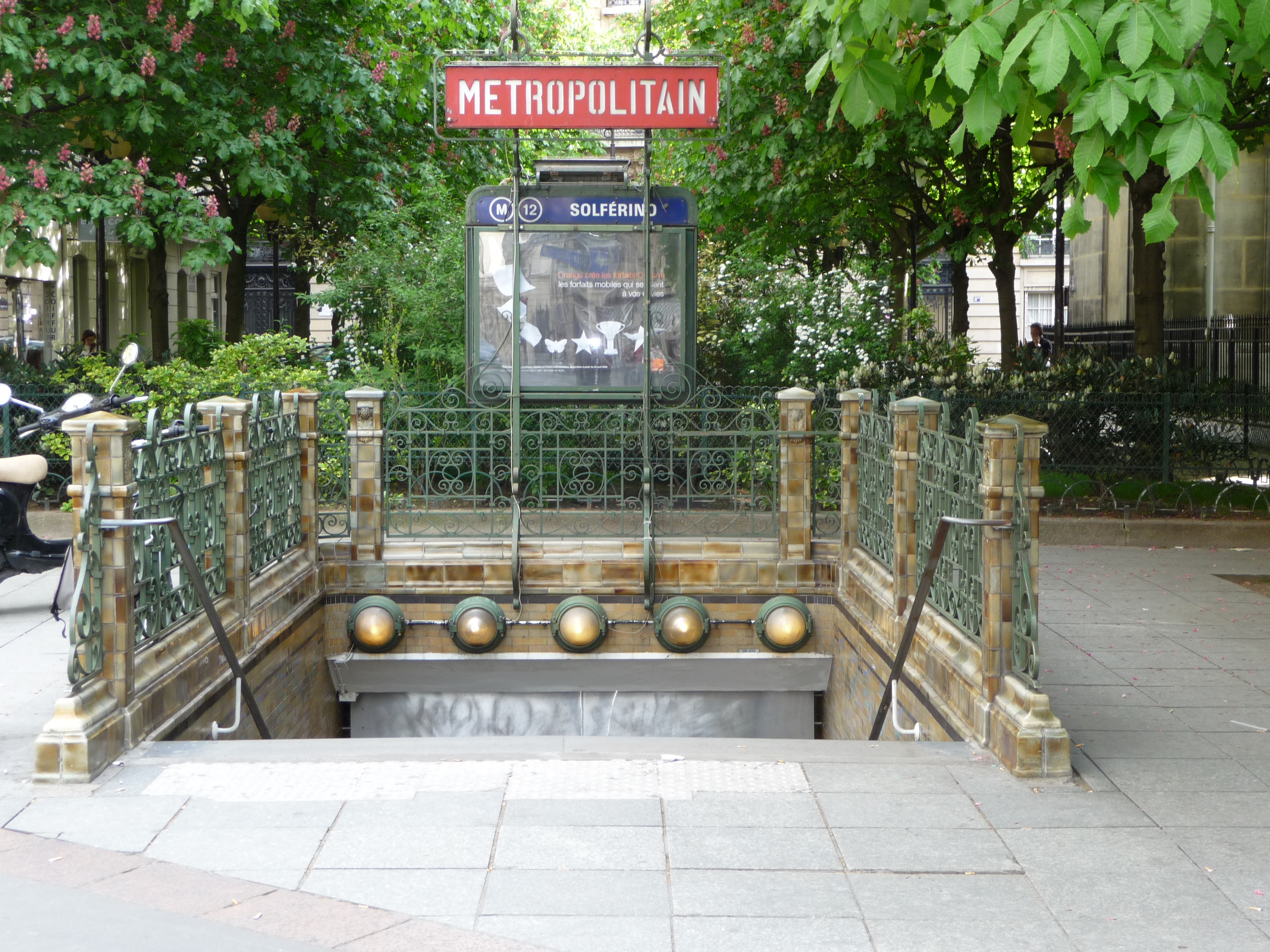
Solférino: vstup do stanice

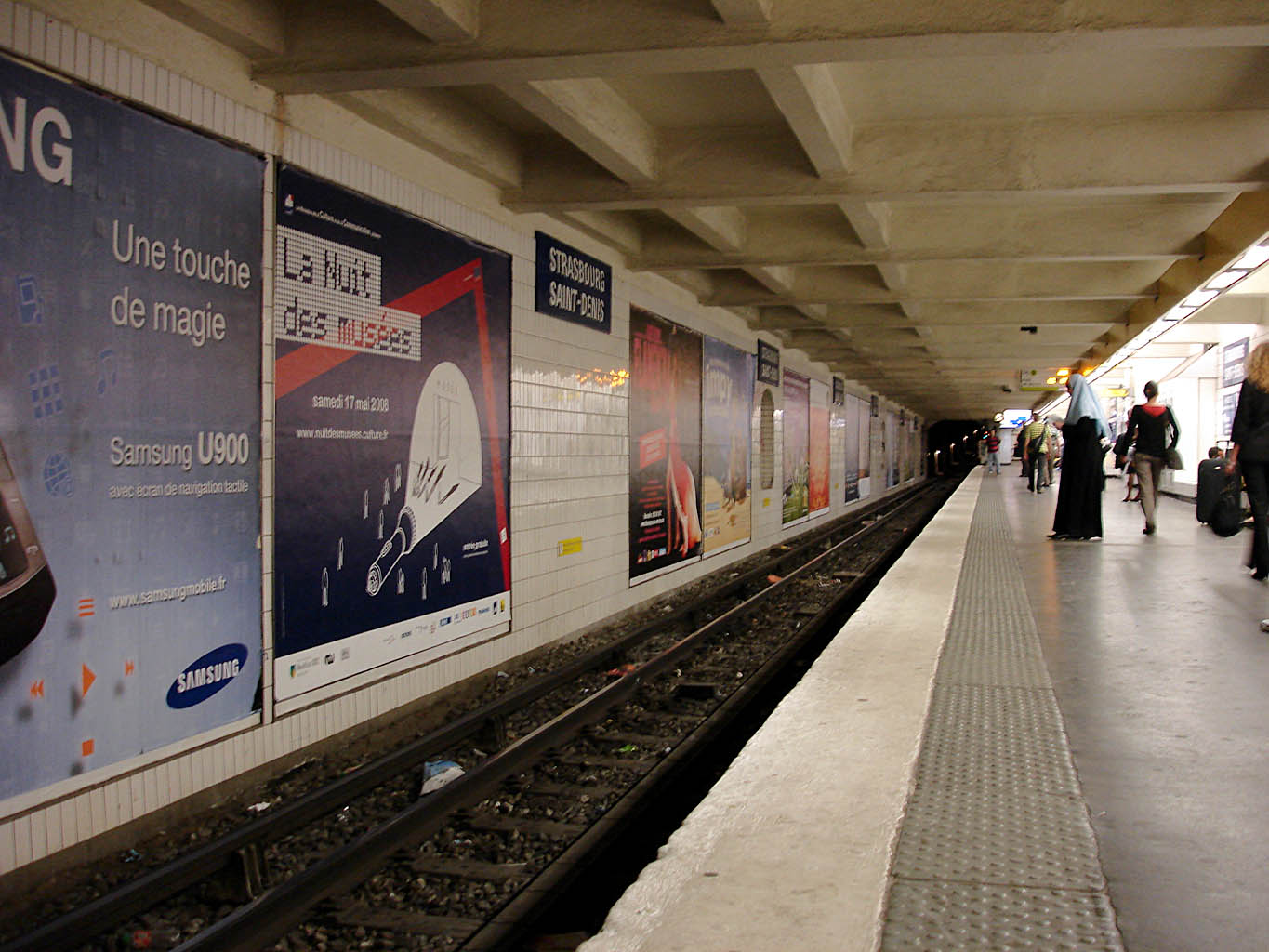
Strasbourg – Saint-Denis: nástupiště linky 9

- Saint-Denis – Porte de Paris
- Saint-Denis – Université
- Saint-Fargeau
- Saint-François-Xavier
- Saint-Georges
- Saint-Germain-des-Prés
- Saint-Jacques
- Saint-Lazare
- Saint-Mandé
- Saint-Marcel
- Saint-Michel
- Saint-Ouen
- Saint-Paul
- Saint-Philippe du Roule
- Saint-Placide
- Saint-Sébastian – Froissart
- Saint-Sulpice
- Ségur
- Sentier
- Serge Gainsbourg
- Sèvres – Babylone
- Sèvres – Lecourbe
- Simplon
- Solférino
- Stalingrad
- Strasbourg – Saint-Denis
- Sully – Morland

## T

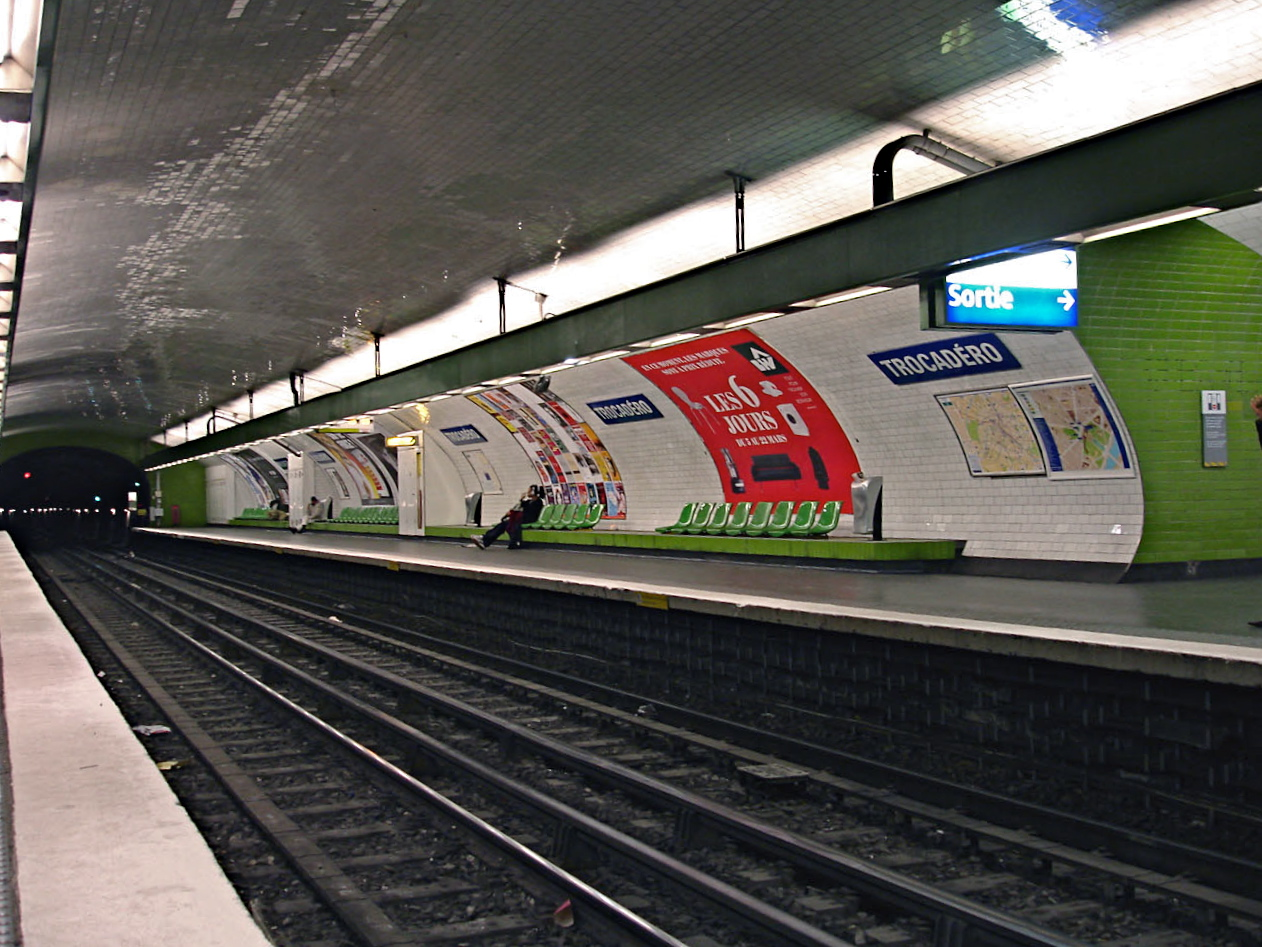
Trocadéro: nástupiště linky 9

- Télégraphe
- Temple
- Ternes
- Thiais – Orly
- Tolbiac
- Trinité – d'Estienne d'Orves
- Trocadéro
- Tuileries

## V
- Vaneau
- Varenne
- Vaugirard
- Vavin
- Victor Hugo

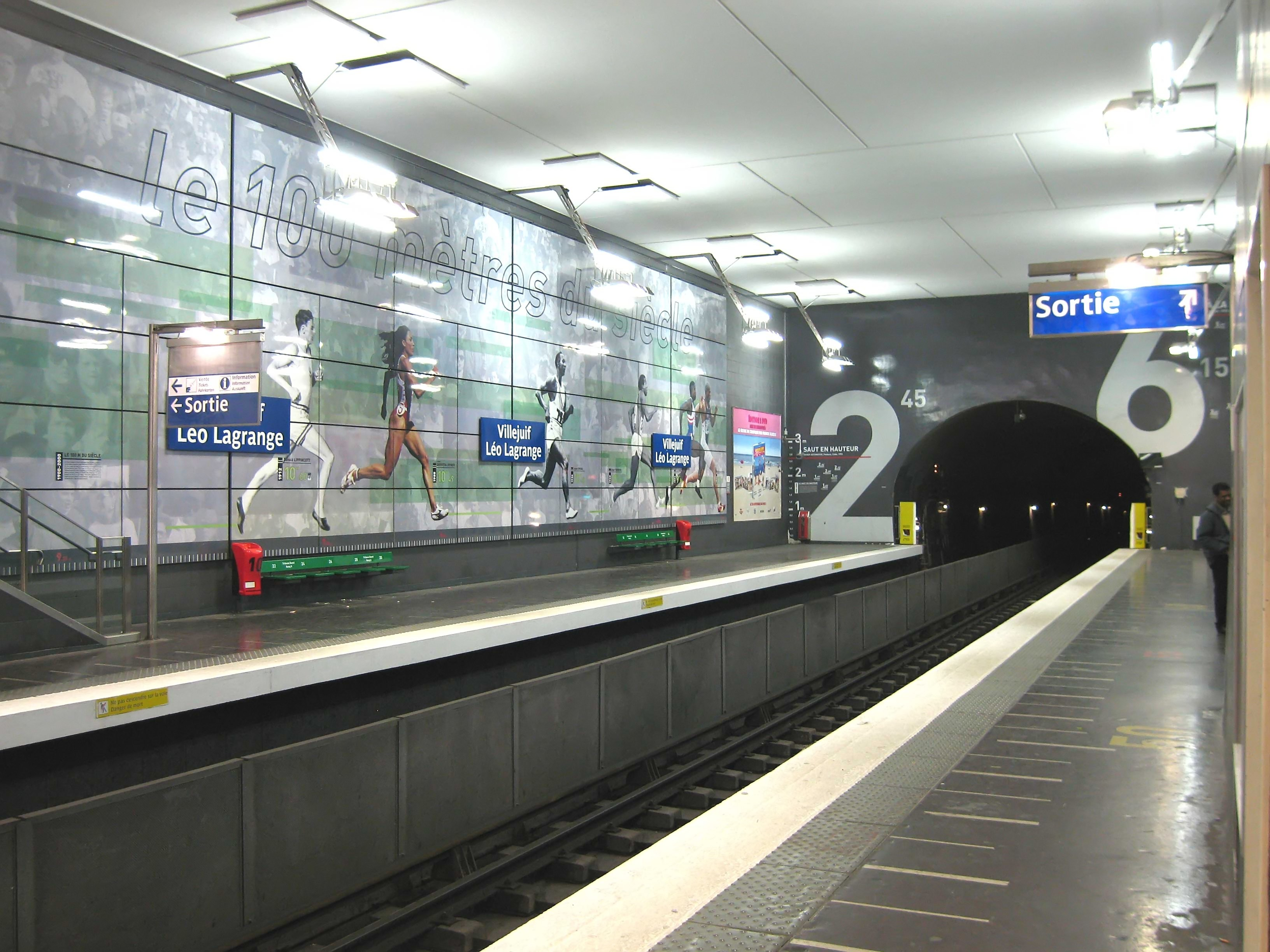
Villejuif – Léo Lagrange: nástupiště

- Villejuif – Gustave Roussy
- Villejuif – Léo Lagrange
- Villejuif – Louis Aragon
- Villejuif – Paul Vaillant-Couturier
- Villiers
- Volontaires
- Voltaire

## W
- Wagram